# Beaulieu-sur-Dordogne
Pour les articles homonymes, voir Beaulieu et Dordogne.
Beaulieu-sur-Dordogne (Bel Luec en occitan) est une commune française située dans le département de la Corrèze, en région Nouvelle-Aquitaine. Le 1er janvier 2019, elle étend son périmètre à la commune de Brivezac sous le régime de la commune nouvelle.
Elle fait partie de l'association Les Plus Beaux Villages de France.
Ses habitants sont appelés les Bellocois et les Bellocoises.

## Géographie
La commune de Beaulieu-sur-Dordogne, traversée par le 45e parallèle nord, est de ce fait située à égale distance en latitude du pôle Nord et de l'équateur terrestre (environ 5 000 km).

### Localisation
Beaulieu est au sud du département de la Corrèze.
Tulle est à 37 km au nord. Brive-la-Gaillarde est à 38 km et Collonges-la-Rouge est à 20 km au nord-ouest. Aurillac (Cantal) est à 60 km à l'est.

### Communes limitrophes
Les communes limitrophes sont  Altillac, Astaillac, Bassignac-le-Bas, Chenailler-Mascheix, Nonards et Sioniac.
|         | Nonards               | Bassignac-le-Bas |
| Sioniac | Beaulieu-sur-Dordogne | Altillac         |
|         | Astaillac             | Gagnac-sur-Cère  |

### Hydrographie et relief

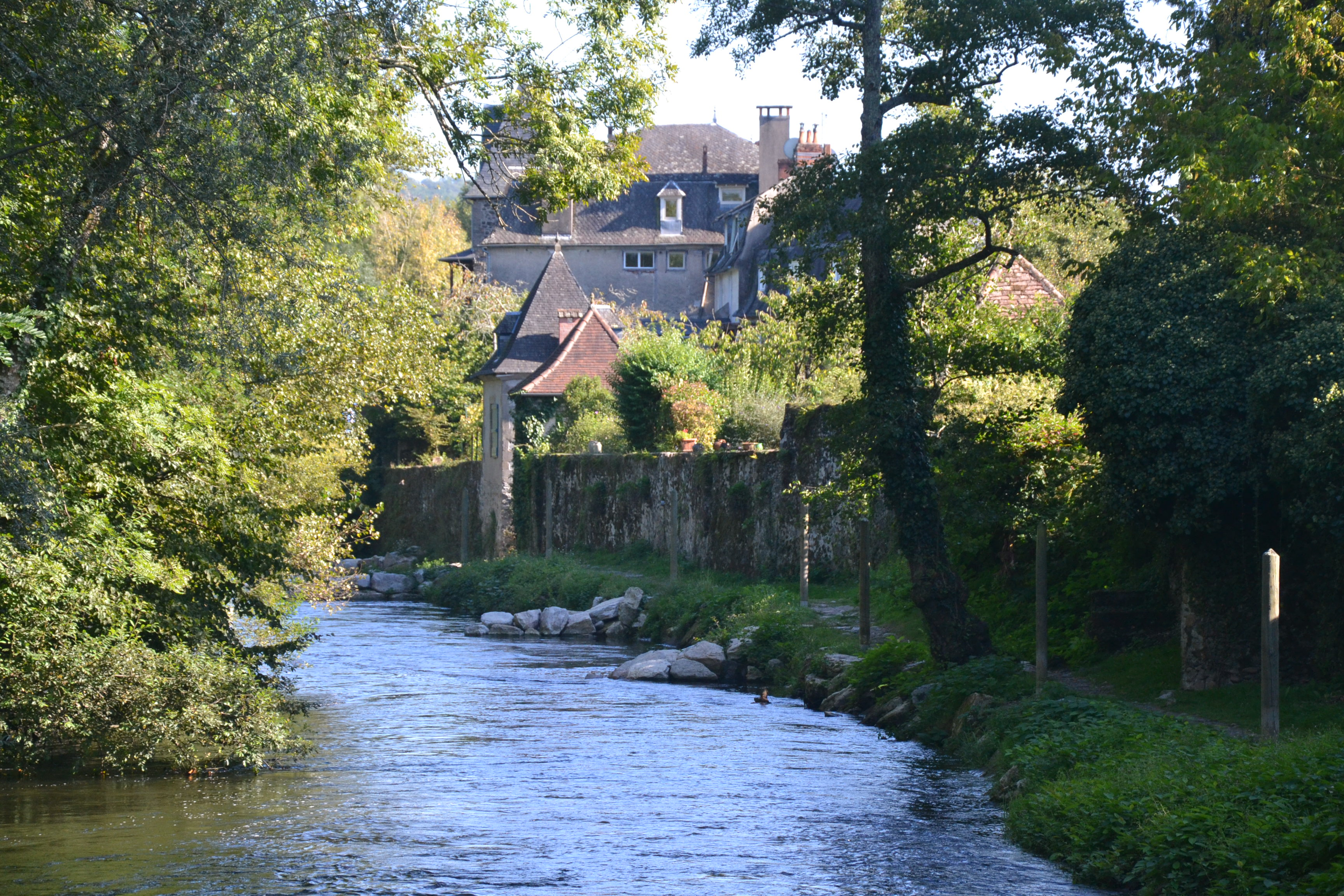
Un des bras de la Dordogne traversant le village.

La commune est limitée sur toute sa bordure orientale par la Dordogne, et arrosée au nord par son affluent la Ménoire.

### Climat
Pour des articles plus généraux, voir Climat de la Nouvelle-Aquitaine et Climat de la Corrèze.
Historiquement, la commune est exposée à un climat montagnard. 
En 2020, Météo-France publie une typologie des climats de la France métropolitaine dans laquelle la commune est exposée à un climat de montagne et est dans la région climatique  Ouest et nord-ouest du Massif Central, caractérisée par une pluviométrie annuelle de 900 à 1 500 mm, maximale en automne et en hiver.
Pour la période 1971-2000, la température annuelle moyenne est de 12,9 °C, avec une amplitude thermique annuelle de 15,8 °C. Le cumul annuel moyen de précipitations est de 1 031 mm, avec 11,6 jours de précipitations en janvier et 7,2 jours en juillet. Pour la période 1991-2020, la température moyenne annuelle observée sur la station météorologique la plus proche, située sur la commune de Camps-Saint-Mathurin-Léobazel à 12 km à vol d'oiseau, est de 11,1 °C et le cumul annuel moyen de précipitations est de 1 432,2 mm,. Pour l'avenir, les paramètres climatiques de la commune estimés pour 2050 selon différents scénarios d’émission de gaz à effet de serre sont consultables sur un site dédié publié par Météo-France en novembre 2022.

## Urbanisme

### Typologie
Au 1er janvier 2024, Beaulieu-sur-Dordogne est catégorisée bourg rural, selon la nouvelle grille communale de densité à 7 niveaux définie par l'Insee en 2022.
Elle est située hors unité urbaine. Par ailleurs la commune fait partie de l'aire d'attraction de Biars-sur-Cère - Saint-Céré, dont elle est une commune de la couronne,. Cette aire, qui regroupe 49 communes, est catégorisée dans les aires de moins de 50 000 habitants,.

### Transport routier
- Réseau Réseau interurbain de la Corrèze

### Risques majeurs
Le territoire de la commune de Beaulieu-sur-Dordogne est vulnérable à différents aléas naturels : météorologiques (tempête, orage, neige, grand froid, canicule ou sécheresse), inondations, feux de forêts, mouvements de terrains et séisme (sismicité très faible). Il est également exposé à un risque technologique, la rupture d'un barrage, et à un risque particulier : le risque de radon. Un site publié par le BRGM permet d'évaluer simplement et rapidement les risques d'un bien localisé soit par son adresse soit par le numéro de sa parcelle.

#### Risques naturels
Certaines parties du territoire communal sont susceptibles d’être affectées par le risque d’inondation par débordement de cours d'eau, notamment la Dordogne et la Ménoire. La commune a été reconnue en état de catastrophe naturelle au titre des dommages causés par les inondations et coulées de boue survenues en 1982, 1988, 1990, 1992, 1993, 1994, 1999, 2001, 2010 et 2021,. Le risque inondation est pris en compte dans l'aménagement du territoire de la commune par le biais du plan de prévention des risques (PPR) inondation « Beaulieu-sur-Dordogne - Bassin de la Dordogne », approuvé le 30 octobre 2013. 

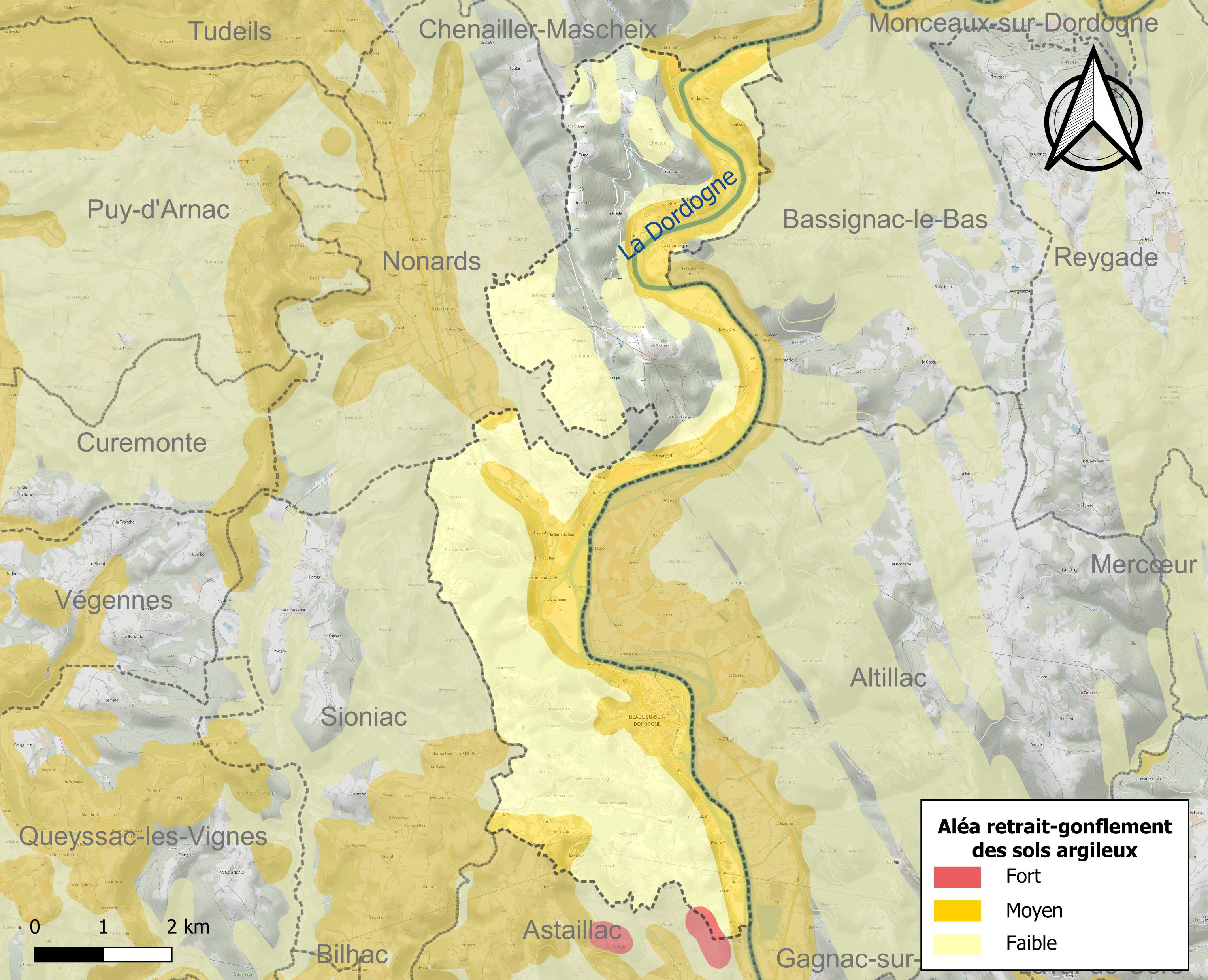
Carte des zones d'aléa retrait-gonflement des sols argileux de Beaulieu-sur-Dordogne.

La commune est vulnérable au risque de mouvements de terrains constitué principalement du retrait-gonflement des sols argileux. Cet aléa est susceptible d'engendrer des dommages importants aux bâtiments en cas d’alternance de périodes de sécheresse et de pluie. 32 % de la superficie communale est en aléa moyen ou fort (26,8 % au niveau départemental et 48,5 % au niveau national). Sur les 858 bâtiments dénombrés sur la commune en 2019,  582 sont en aléa moyen ou fort, soit 68 %, à comparer aux 36 % au niveau départemental et 54 % au niveau national. Une cartographie de l'exposition du territoire national au retrait gonflement des sols argileux est disponible sur le site du BRGM,.
Concernant les feux de forêt, aucun plan de prévention des risques incendie de forêt (PPRIF) n’a été établi en Corrèze, néanmoins le code de l’urbanisme impose la prise en compte des risques dans les documents d’urbanisme. Le périmètre des servitudes d'utilité publique et des zones d'obligation légale de débroussaillement pour les particuliers est quant à lui défini pour la commune dans une carte dédiée. 
Concernant les mouvements de terrains, la commune a été reconnue en état de catastrophe naturelle au titre des dommages causés par des mouvements de terrain en 1999.

#### Risques technologiques
La commune est en outre située en aval des barrages de Bort-les-Orgues, du Chastang, de Marcillac, d'Enchanet, de Hautefage et de Saint-Étienne-Cantalès, des ouvrages de classe A soumis à PPI. À ce titre elle est susceptible d’être touchée par l’onde de submersion consécutive à la rupture d'un de ces ouvrages.

#### Risque particulier
Dans plusieurs parties du territoire national, le radon, accumulé dans certains logements ou autres locaux, peut constituer une source significative d’exposition de la population aux rayonnements ionisants. Certaines communes du département sont concernées par le risque radon à un niveau plus ou moins élevé. Selon la classification de 2018, la commune de Beaulieu-sur-Dordogne est classée en zone 2, à savoir zone à potentiel radon faible mais sur lesquelles des facteurs géologiques particuliers peuvent faciliter le transfert du radon vers les bâtiments. 

## Toponymie

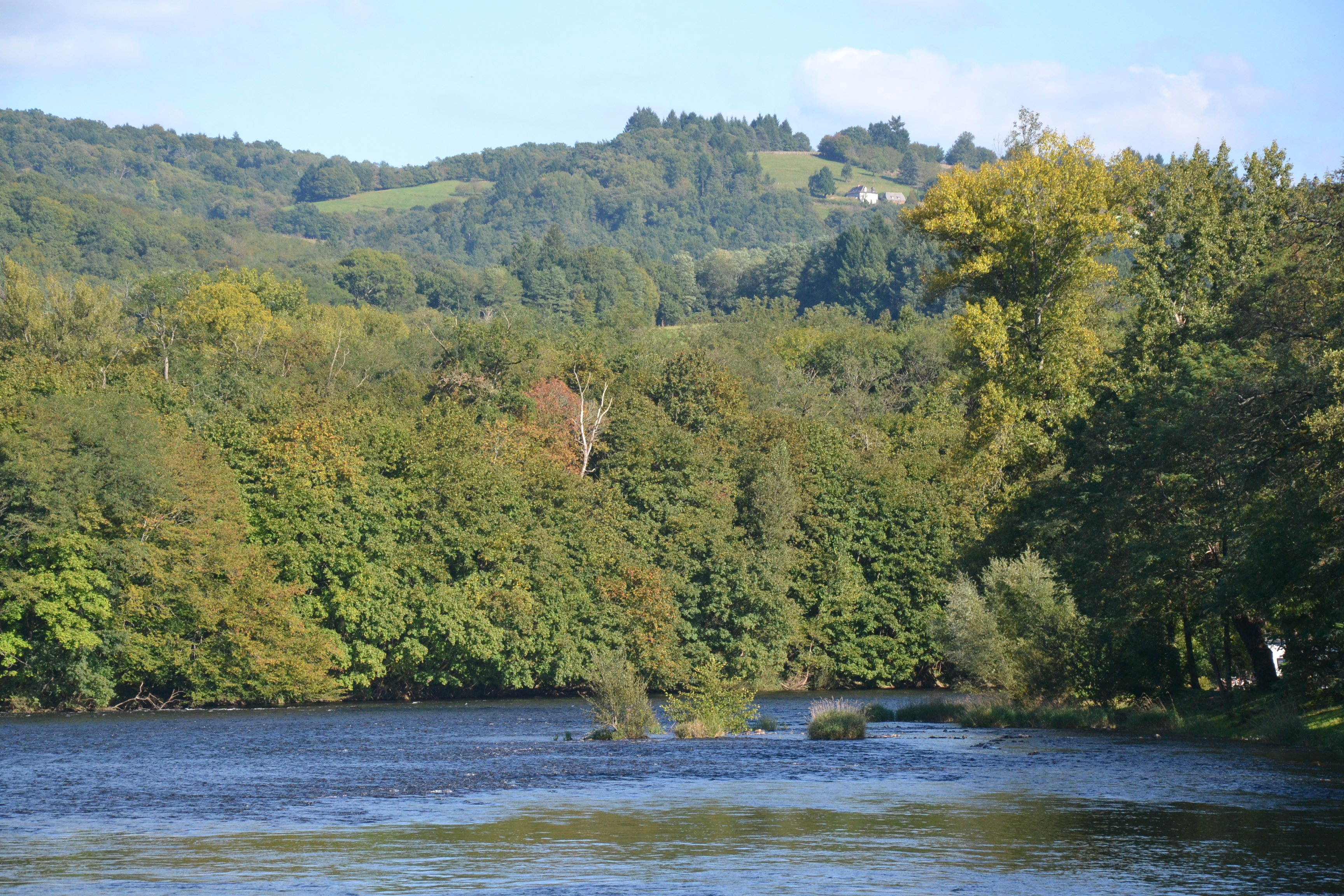
La Dordogne à Beaulieu.

Beaulieu vient du latin bellus locus, « lieu beau », endroit agréable à habiter.
De nombreuses communes portent ce nom unique. Pour éviter les confusions, on indique le département entre parenthèses : ce sont Beaulieu (Ardèche), Beaulieu (Cantal), Beaulieu (Côte-d'Or), Beaulieu (Hérault), Beaulieu (Indre), Beaulieu (Isère), Beaulieu (Haute-Loire), Beaulieu (Nièvre), Beaulieu (Orne), Beaulieu (Puy-de-Dôme). Certaines communes ont adjoint, pour se différencier, un mot indiquant leur situation : Beaulieu-sur-Dordogne, Beaulieu-sur-Mer, Beaulieu-sur-Loire, Beaulieu-sur-Layon, Beaulieu-sous-la-Roche, Beaulieu-les-Fontaines, Beaulieu-sur-Sonnette, Beaulieu-sur-Oudon, Beaulieu-en-Argonne, Beaulieu-lès-Loches, Beaulieu-sous-Parthenay.
Les gentilés des habitants de Beaulieu sont très variés : Beaulieusard, Beaulieurois, Bellilocien, Bellieurain, Bellilocois, Belliloquois, Belliloqueteux, Belliquière, Berlugan, Beloudonien.

## Histoire

### Moyen Âge

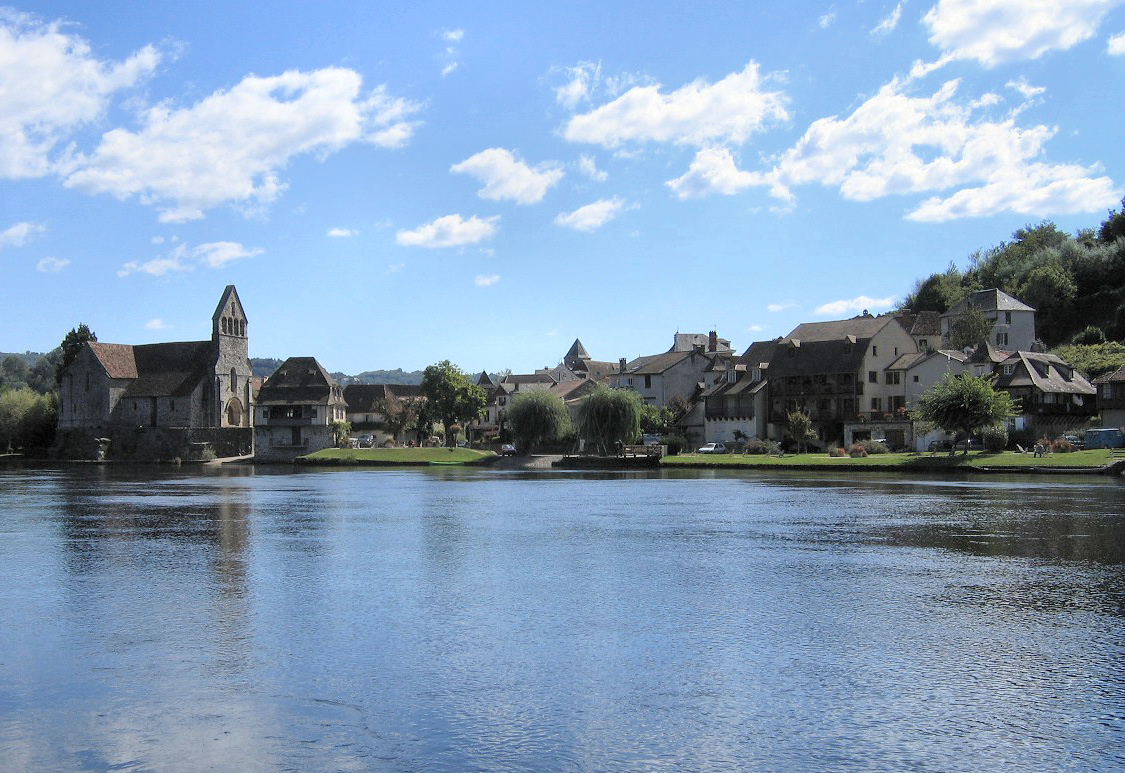
Chapelle des Pénitents (à gauche) et village de Beaulieu-sur-Dordogne au bord de la Dordogne.

En pleine guerre de succession à la tête de l’Aquitaine, vers 855, Rodolphe de Turenne archevêque de Bourges, rallié à la cause « légitimiste » incarnée par Charles le Chauve, eut à cœur d’effectuer une fondation monastique sur ses terres familiales. Après une vaine tentative à Végennes, il se tourne vers Vellinus. Le cartulaire de l’abbaye rapporte que devant la splendeur du lieu, il ne put s’empêcher de le baptiser « Bellus Locus ». Depuis la grande abbaye de Solignac, il sollicite l’envoi d’une équipe de moines chargée de mettre en place ce nouveau monastère et participe avec sa large parentèle à l’édification du patrimoine de l’abbaye. Le monastère est consacré en 860.
Grâce aux donations des comtes de Quercy, des vicomtes de Turenne, de leurs multiples vassaux, le temporel de l’abbaye se compose du tiers du Bas-Limousin et d’une langue de l’actuel département du Lot. Dotée d’un trésor de reliques (saints Prime et Félicien), et bien qu’elle souffre de convoitises laïques, elle connaît un essor spectaculaire qui permet le développement d’un courant de pèlerinage. Beaulieu devint une étape essentielle sur les chemins unissant Limoges à Aurillac et Figeac, menant vers Conques, Moissac, Toulouse puis Compostelle. Annexée à Cluny vers 1095, elle se réforme et connaît une période favorable avec la mise en marche de reconstructions et de grands travaux. C’est le chantier de l’abbatiale et de son décor sculpté.
L’abbaye est puissante, placée sous la protection de saints populaires, située au débouché de régions fertiles, conditions sine qua non pour qu’un habitat villageois se développe. Dès la fin du XIIe siècle, un bourg se constitue tout autour des bâtiments conventuels protégés par une muraille, ponctuée de tours et bordée par un fossé. C’est l’enclos monastique. Des barris naissent hors les murs : le faubourg de la Grave, vers la Dordogne, où se trouvait l’ancien hôpital ; le barri majeur à l’emplacement du village primitif de Vellinus ; le barri du Trou dans lequel étaient inhumés les défunts et le quartier Mirabel à proximité des anciens vergers de l’abbaye. Beaulieu devint une place commerciale importante d’où émerge une véritable communauté bourgeoise qui suscite les convoitises des seigneurs de Castelnau et les vicomtes de Turenne.
À partir de 1213, fin de la mainmise clunisienne, l’abbaye perd peu à peu de sa puissance. Beaulieu devient le siège des conflits de pouvoir entre le seigneur-abbé, les bourgeois et le vicomte de Turenne. Avec la mise en commende du XVe siècle, l’abbaye se délite progressivement.

### Époque moderne

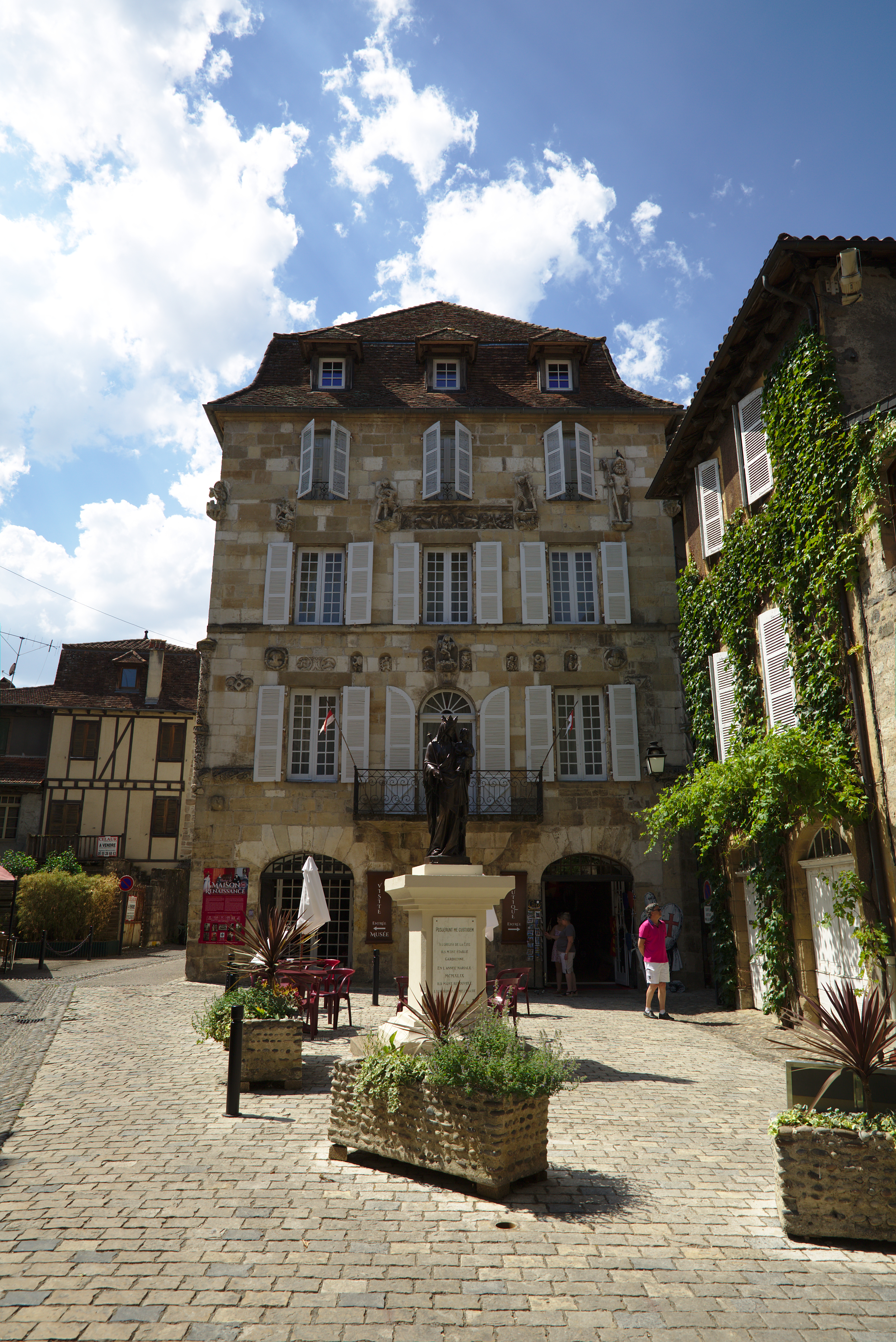
Maison devant le portail occidental de l'église Saint-Pierre.

L’abbaye subit les assauts des protestants lors des Guerres de Religion. À l’approche du XVIe siècle, les idées de la Réforme se sont propagées sous l’influence des marchands et gabariers de la Dordogne. Par deux fois (1569 et 1574), les troupes de l’amiral de Coligny pillent la ville et l’abbaye. Le duc du Maine cette fois du parti catholique prend également Beaulieu en 1586, qui est de nouveau pillée.
L’église abbatiale est alors transformée en temple protestant. Rendue au culte catholique, en 1622, grâce à la Ligue, l’abbaye est reconstruite au XVIIe siècle par la congrégation des bénédictins de Saint-Maur. Ils y rétablissent la discipline monastique. La ville, à nouveau prospère, érige ses demeures cossues. Les anciens ligueurs créent, avec l’aide des évêques, de nombreuses confréries.

### Révolution française et Empire
L’abbaye abritait encore six moines lorsque la Révolution détruit les bâtiments conventuels et les constructions mauristes. L’abbatiale est épargnée et devient église paroissiale.

### Époque contemporaine
Le 1er janvier 2019, la commune étend son périmètre à celle de Brivezac.

## Politique et administration

### Liste des maires
| Période   | Période                | Identité                                       | Étiquette | Qualité                              |
| --------- | ---------------------- | ---------------------------------------------- | --------- | ------------------------------------ |
| ?         | juillet 1941 (révoqué) | Léopold Marcou                                 | ?         | Révoqué par le Gouvernement de Vichy |
| mars 2001 | mars 2008              | Jacques Vigier                                 | UMP       | Conseiller général (1998-2004)       |
| mars 2008 | mars 2014              | Jacques Descargues                             | PS        | Conseiller général (2004-2015)       |
| mars 2014 | En cours               | Dominique Cayre Réélu pour le mandat 2020-2026 | DVD       | Cadre                                |

| Période      | Période  | Identité         | Étiquette | Qualité                                                        |
| ------------ | -------- | ---------------- | --------- | -------------------------------------------------------------- |
| janvier 2019 | En cours | Ghislaine Dubost | DVD       | Conseillère départementale du Canton du Midi corrézien (2015-) |

### Commune déléguée
| Nom      | Code Insee | Intercommunalité  | Superficie (km2) | Population (dernière pop. légale) | Densité (hab./km2) |
| -------- | ---------- | ----------------- | ---------------- | --------------------------------- | ------------------ |
| Brivezac | 19032      | CC Midi Corrézien | 8,24             | 162 (2016)                        | 20                 |

### Budget et fiscalité 2016
En 2016, le budget de la commune était constitué ainsi :
- total des produits de fonctionnement : 1 301 000 €, soit 1 066 € par habitant ;
- total des charges de fonctionnement : 1 180 000 €, soit 967 € par habitant ;
- total des ressources d'investissement : 1 046 000 €, soit 858 € par habitant ;
- total des emplois d'investissement : 1 110 000 €, soit 910 € par habitant ;
- endettement : 1 420 000 €, soit 1 164 € par habitant.

Avec les taux de fiscalité suivants :
- taxe d'habitation : 11,52 % ;
- taxe foncière sur les propriétés bâties : 19,74 % ;
- taxe foncière sur les propriétés non bâties : 123,30 % ;
- taxe additionnelle à la taxe foncière sur les propriétés non bâties : 0,00 % ;
- cotisation foncière des entreprises : 0,00 %.

Chiffres clés Revenus et pauvreté des ménages en 2014 : médiane en 2014 du revenu disponible, par unité de consommation : 19 626 €.

### Politique environnementale et de développement durable
La commune a engagé une politique de développement durable en lançant une démarche d'Agenda 21 en 2005.

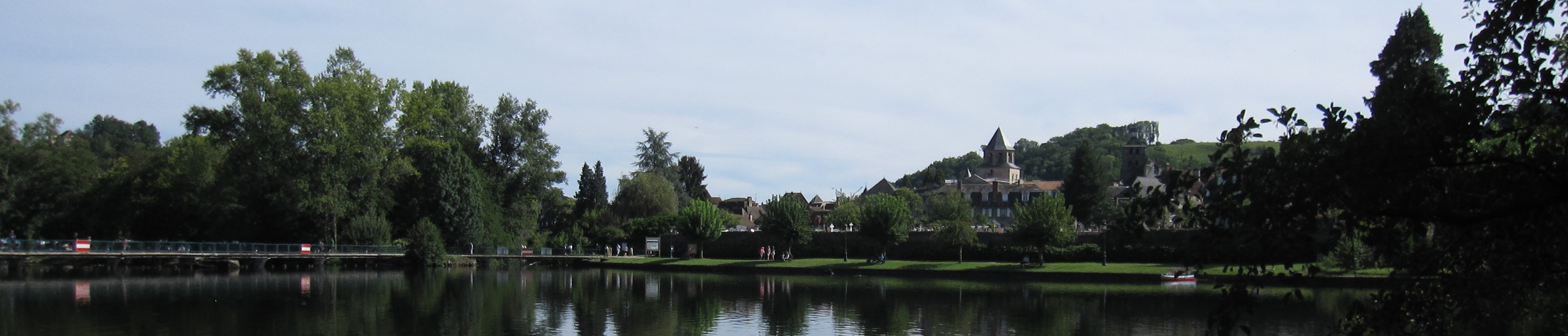
Vue panoramique de Beaulieu-sur-Dordogne.

Dans son palmarès 2024, le Conseil national de villes et villages fleuris de France a attribué deux fleurs à la commune.

## Population et société

### Démographie
L'évolution du nombre d'habitants est connue à travers les recensements de la population effectués dans la commune depuis 1793. Pour les communes de moins de 10 000 habitants, une enquête de recensement portant sur toute la population est réalisée tous les cinq ans, les populations de référence des années intermédiaires étant quant à elles estimées par interpolation ou extrapolation. Pour la commune, le premier recensement exhaustif entrant dans le cadre du nouveau dispositif a été réalisé en 2007.

En 2022, la commune comptait 1 310 habitants, en évolution de −0,76 % par rapport à 2016 (Corrèze : −0,59 %, France hors Mayotte : +2,11 %).
| 1793  | 1800  | 1806  | 1821  | 1831  | 1836  | 1841  | 1846  | 1851  |
| ----- | ----- | ----- | ----- | ----- | ----- | ----- | ----- | ----- |
| 3 003 | 1 937 | 2 136 | 2 108 | 2 415 | 2 547 | 2 493 | 2 504 | 2 490 |

| 1856  | 1861  | 1866  | 1872  | 1876  | 1881  | 1886  | 1891  | 1896  |
| ----- | ----- | ----- | ----- | ----- | ----- | ----- | ----- | ----- |
| 2 490 | 2 378 | 2 571 | 2 530 | 2 567 | 2 535 | 2 454 | 2 359 | 2 236 |

| 1901  | 1906  | 1911  | 1921  | 1926  | 1931  | 1936  | 1946  | 1954  |
| ----- | ----- | ----- | ----- | ----- | ----- | ----- | ----- | ----- |
| 2 025 | 1 927 | 1 886 | 1 713 | 1 684 | 1 751 | 1 774 | 2 053 | 1 819 |

| 1962  | 1968  | 1975  | 1982  | 1990  | 1999  | 2006  | 2007  | 2012  |
| ----- | ----- | ----- | ----- | ----- | ----- | ----- | ----- | ----- |
| 1 673 | 1 592 | 1 560 | 1 508 | 1 265 | 1 286 | 1 287 | 1 288 | 1 193 |

| 2017  | 2022  | - | - | - | - | - | - | - |
| ----- | ----- | - | - | - | - | - | - | - |
| 1 299 | 1 310 | - | - | - | - | - | - | - |

Au début du XXe siècle, Beaulieu-sur-Dordogne comptait 2 025 habitants.

### Enseignement
Établissements d'enseignement :
- écoles maternelles et primaire ;
- collège ;
- lycées à Saint-Céré et Argentat.

### Santé
Professionnels de santé :
- médecins[37] ;
- pharmacies[38].

### Sports
Beaulieu possède un club de rugby créé en 1908 : l'Union Sportive Beaulieu (U.S.B.).
Régulièrement champion du Limousin, le club a participé à plusieurs phases de championnat de France échouant même en demi-finale en 1921.
Lors de la saison 2011-2012, le club s'est illustré en remportant le titre de Champion de France de 2e série en battant en finale l'US Josbaig Saint Goin (victoire 15 à 11), couronnant ainsi une bonne saison permettant au club de monter en 1re série pour la saison 2012-2013.

## Économie
La région de Beaulieu produit 400 tonnes de fraises, soit près de 1 % de la production française. Elle alimente notamment la production de confitures par le groupe Andros dans ses usines de Biars-Bretenoux. Une fête de la fraise se tient le 2e dimanche de mai, à l'occasion de laquelle une tarte aux fraises de 8 mètres de diamètre et 900 kg de fraises est confectionnée.

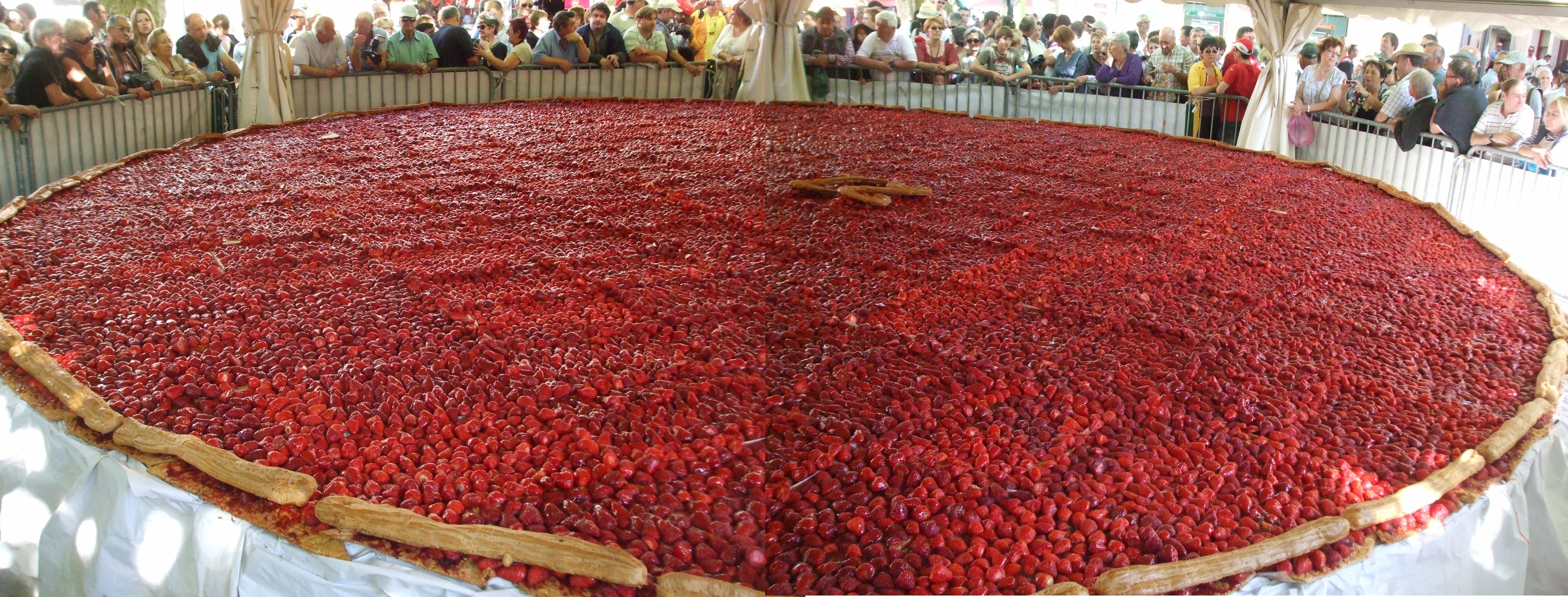
Tarte aux fraises de 8 m de diamètre lors de la fête annuelle de la fraise.

## Culture locale et patrimoine

### Édifices civils

#### Château d'Estresse

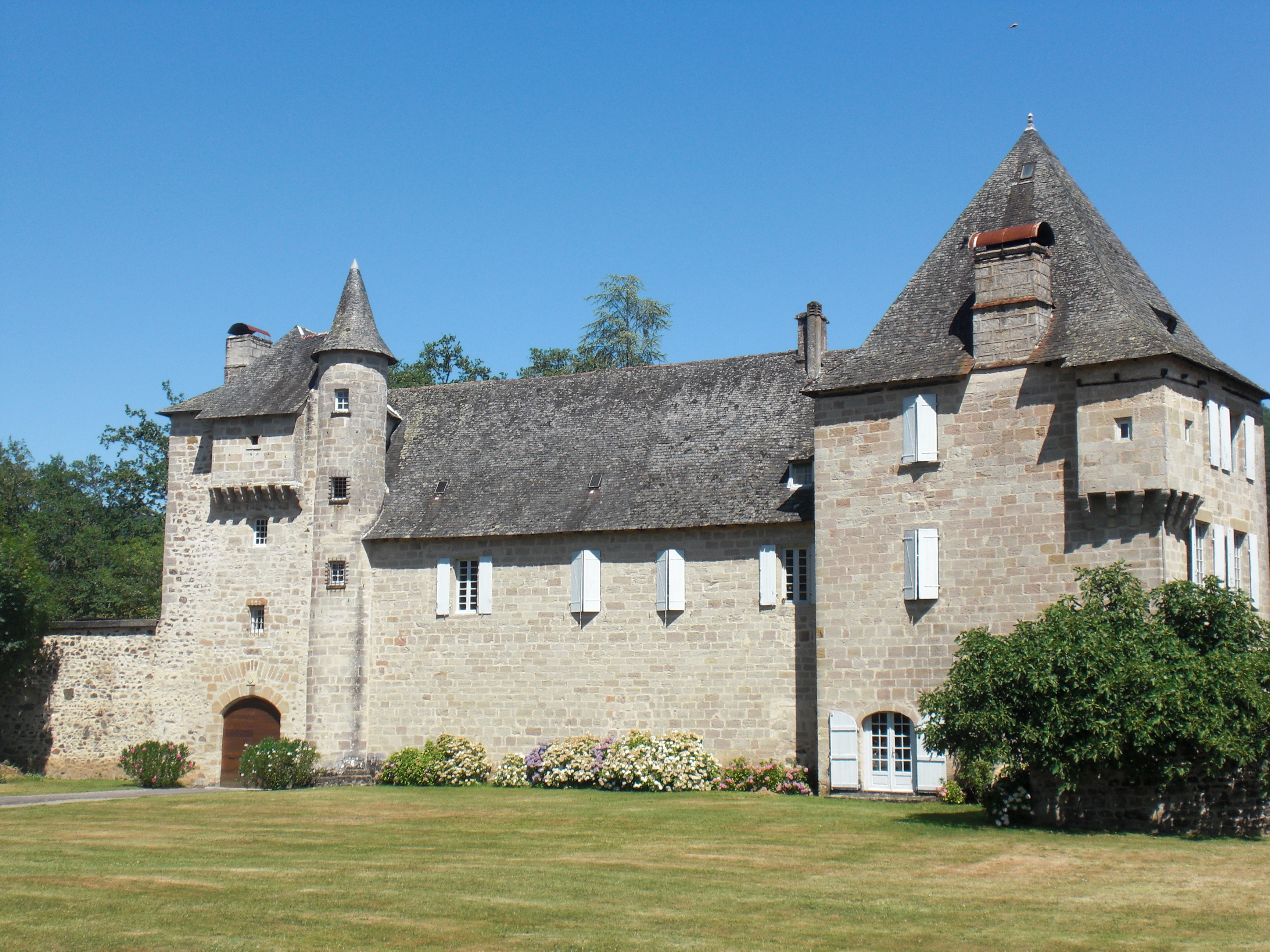
Le château d'Estresse.

Le château est construit sur une terrasse maintenue par un mur de soutènement médiéval à-pic sur la Dordogne, de manière à défendre Beaulieu et la haute vallée des invasions par la rivière (le roi Eudes y arrêta les Normands en 889). Le château est constitué de bâtiments des XIVe, XVe et XVIe siècles, on peut encore voir une bretèche en saillie sur le portail d'entrée. Le château a abordé le XXe siècle à l'état de ruines, mais il a été restauré. Il est inscrit à l’inventaire supplémentaire des monuments historiques.

#### Maisons et immeubles de caractère
- Mairie[40] ;
- Maison Beyssac[41] ;
- Maison du 15e siècle[42] ;
- Maison Rigal[43] ;
- Immeuble du Bessol[44] ;
- Maison Clare[45] ;
- Maison Bosselut[46] ;
- Maison Calary[47] ;
- Maison Plazanet[48] ;

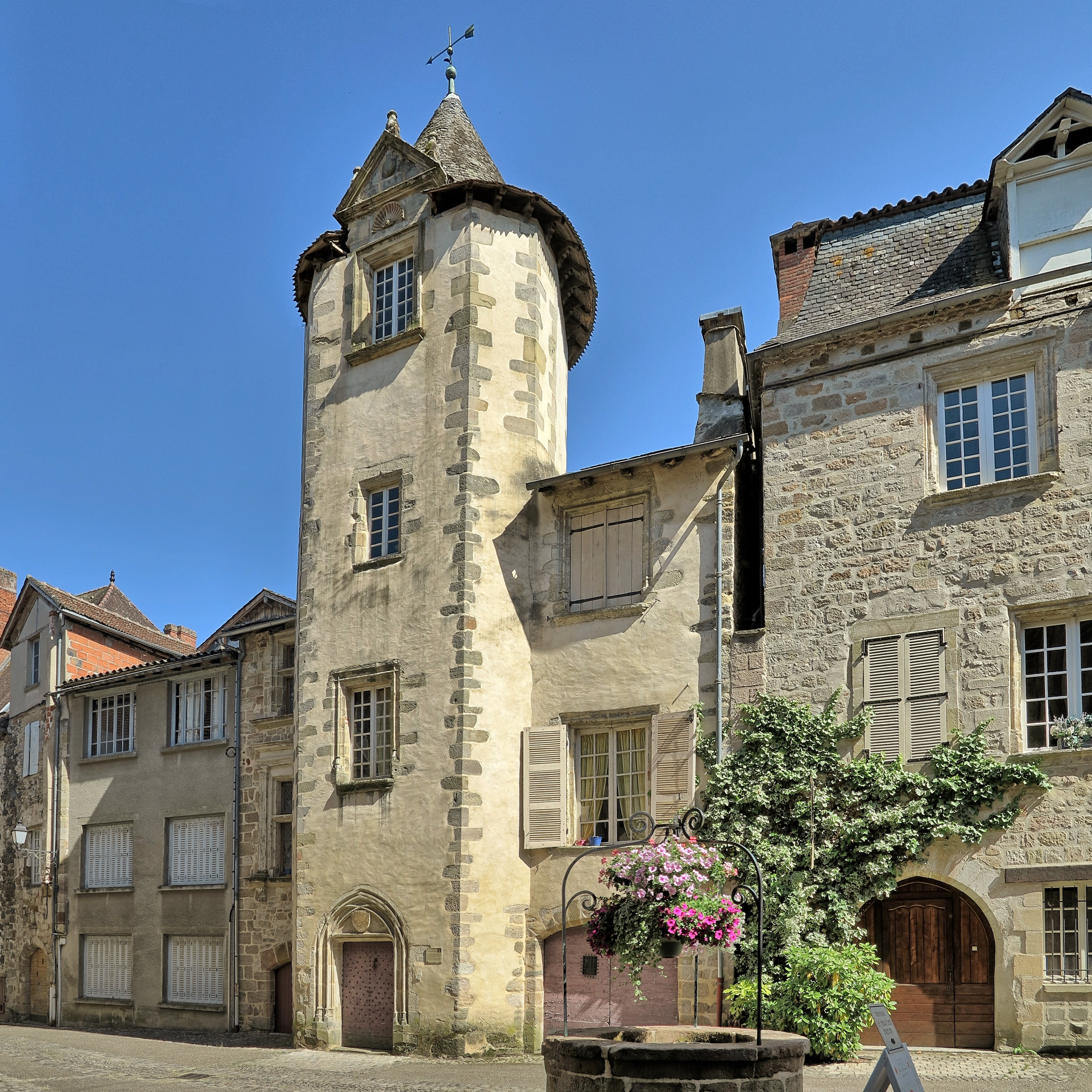
La maison Calary.

- Maison devant le portail méridional de l'église Saint-Pierre[49] ;
- Institution Sévigné[50].

#### Portes
- Porte dite de La Tour[51] ;
- Porte aux armes de la ville[52].

### Édifices religieux

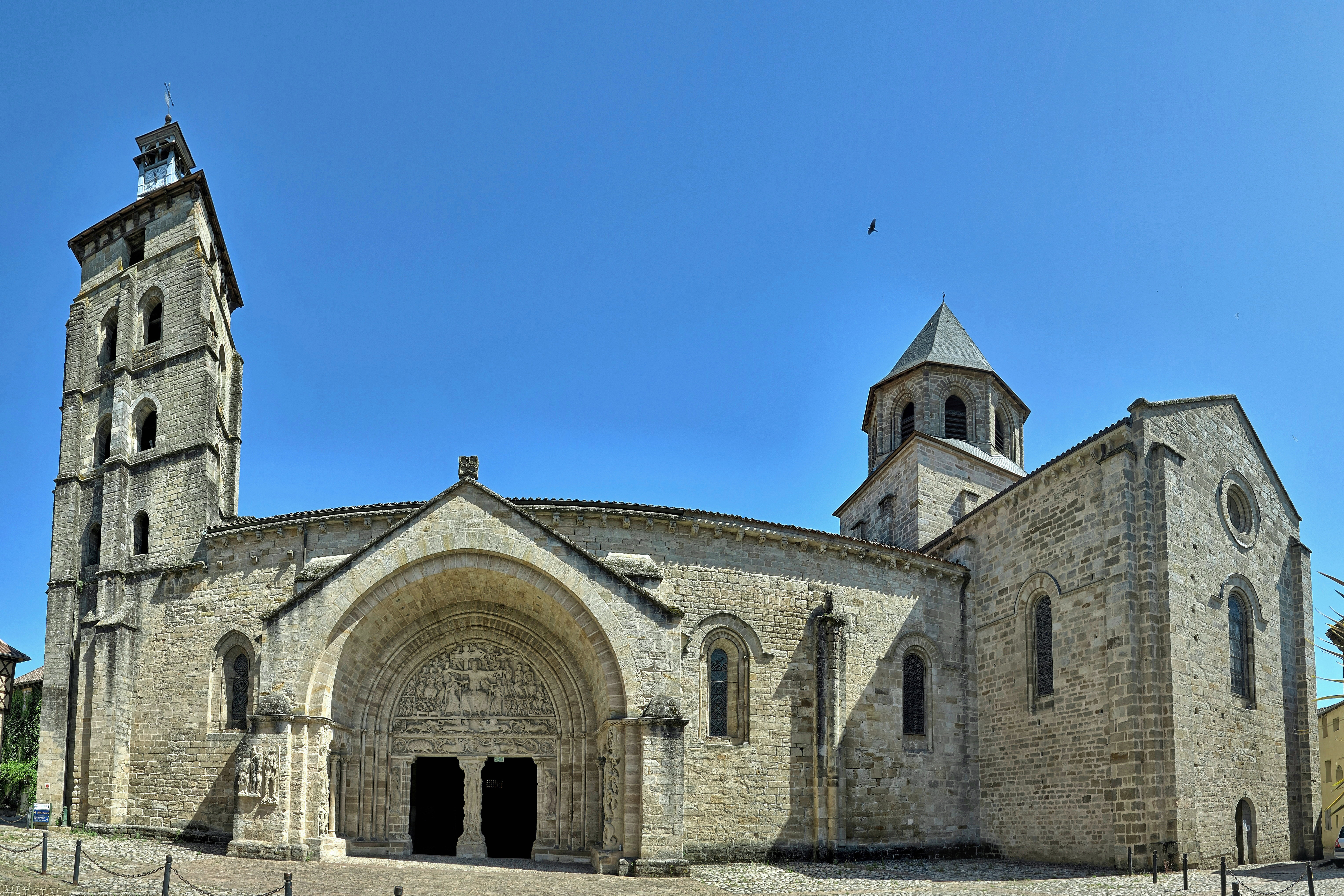
L'église abbatiale Saint-Pierre.

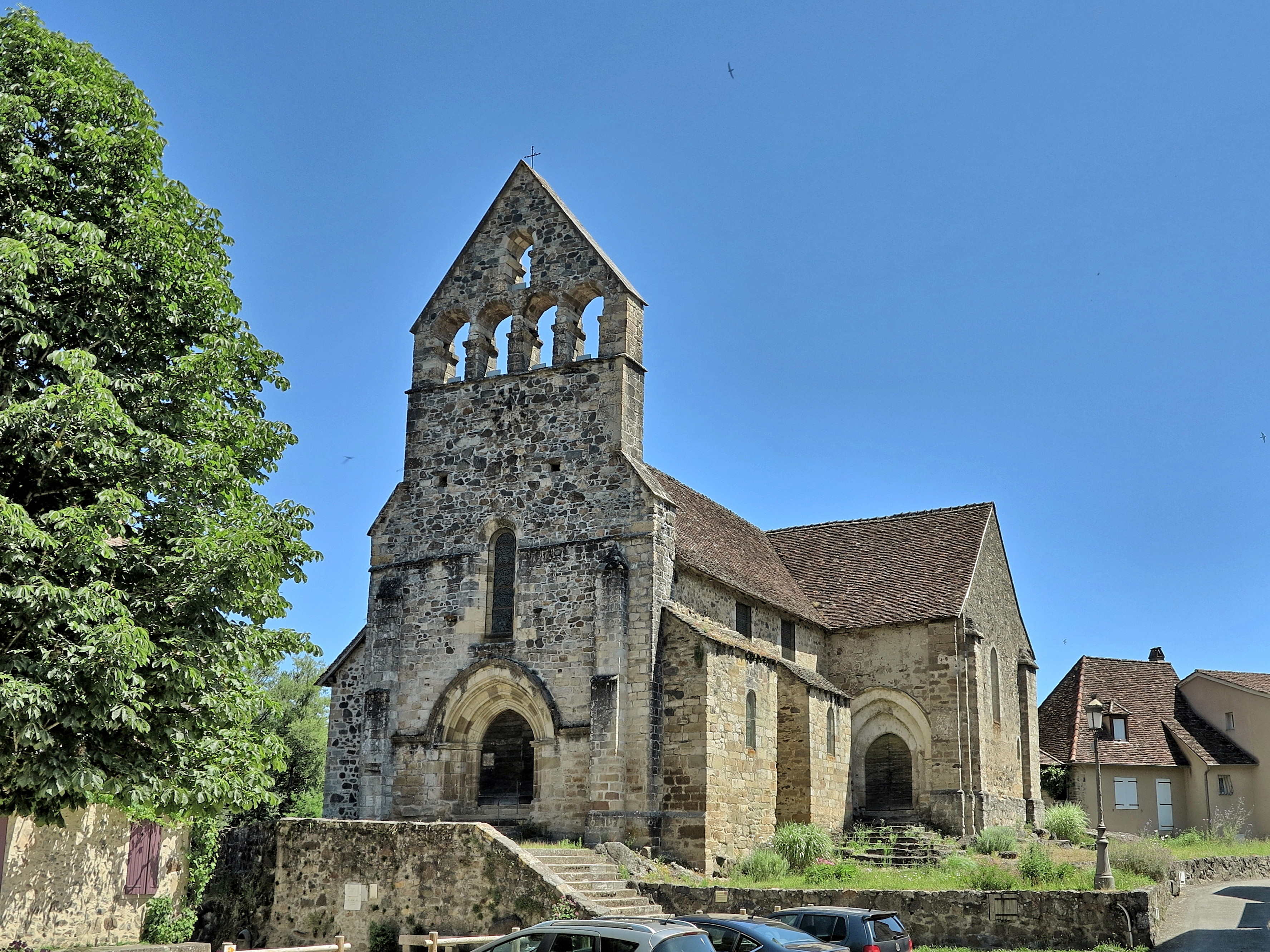
L'église Notre-Dame ou chapelle des Pénitents bleus.

#### Église abbatiale Saint-Pierre
Fondée au IXe siècle par Rodolphe de la famille des comtes de Turenne, seigneurs de Beaulieu, l'abbaye fut rattachée au XIe siècle à Cluny,.
Sous l'impulsion de la réforme grégorienne, les pèlerinages prirent leur essor, nécessitant la construction de nouvelles églises, mieux adaptées. En 1150, le chœur et le transept de la nouvelle église de Beaulieu étaient déjà achevés ; la construction se poursuivra jusqu'au XIIIe siècle.
Le plan est semblable aux autres églises romanes de pèlerinage, en croix latine, comportant une nef dotée de bas-côtés et un déambulatoire permettant aux pèlerins, sans déranger l'office, de prier les saints de leur choix dans les chapelles absidiales rayonnantes. L'architecte Anatole de Baudot y a effectué des travaux de restauration.

#### Église Notre-Dame ou chapelle des Pénitents bleus
L'édifice a été classé au titre des monuments historiques en 1927.

### Personnalités liées à la commune
- Eustorg de Beaulieu, poète, compositeur et pasteur, né vers 1495 à Beaulieu-sur-Ménoire, ancien nom de Beaulieu-sur-Dordogne.
- Pierre Raymond Lafon de Beaulieu (1741-1823), avocat, homme politique, député de la Corrèze.
- Adolphe Marbot (1781-1844), général.
- Jean-Antoine Marbot (1754-1800), homme politique et général.
- Marcellin Marbot (1782-1854), général.
- Joseph Arthur Dufaure du Bessol (1828-1908), général.
- Étienne Bussière (1858-1940), homme politique, maire de Donzenac, député de la Corrèze puis sénateur de la Corrèze de 1911 à 1921.
- Asher Peres (en), physicien israélien, pionnier de l'informatique quantique, né à Beaulieu-sur-Dordogne le 30 janvier 1934.
- Jean-Baptiste Poulbrière (1842-1917) né et mort à Beaulieu-sur-Dordogne, religieux et écrivain français.

### Héraldique
| Blason de Beaulieu-sur-Dordogne | Coupé : au 1er de gueules à l'enceinte fortifiée d'argent à trois tours crénelées et couvertes de même, ouvertes et ajourées de sable, au 2ed'azur à la dextrochère d'argent mouvant du flanc senestre, tenant une clef du même posée en pal, le panneton en haut et débordant de la tige. |

## Galerie

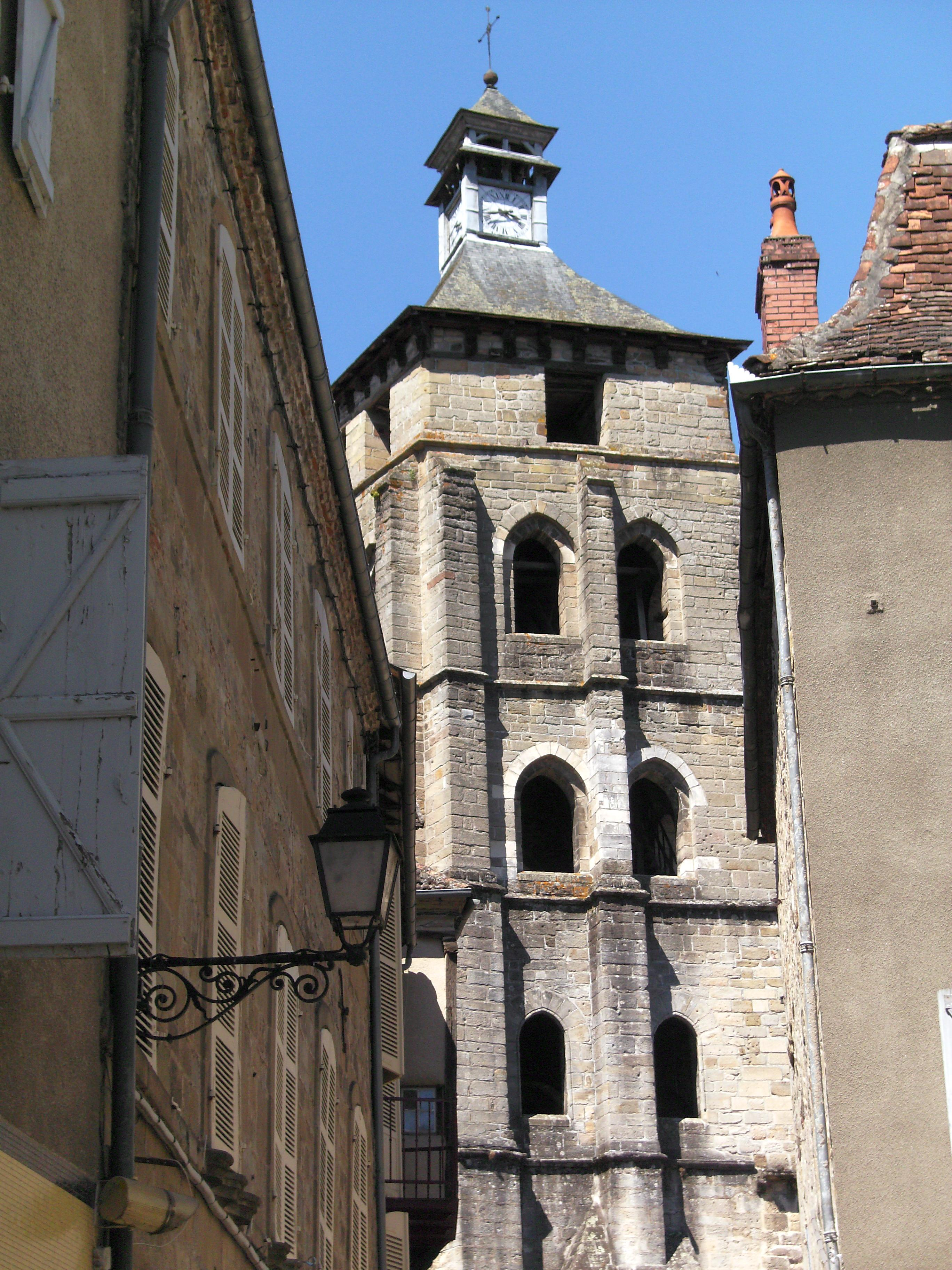
Clocher de l'église abbatiale Saint-Pierre.
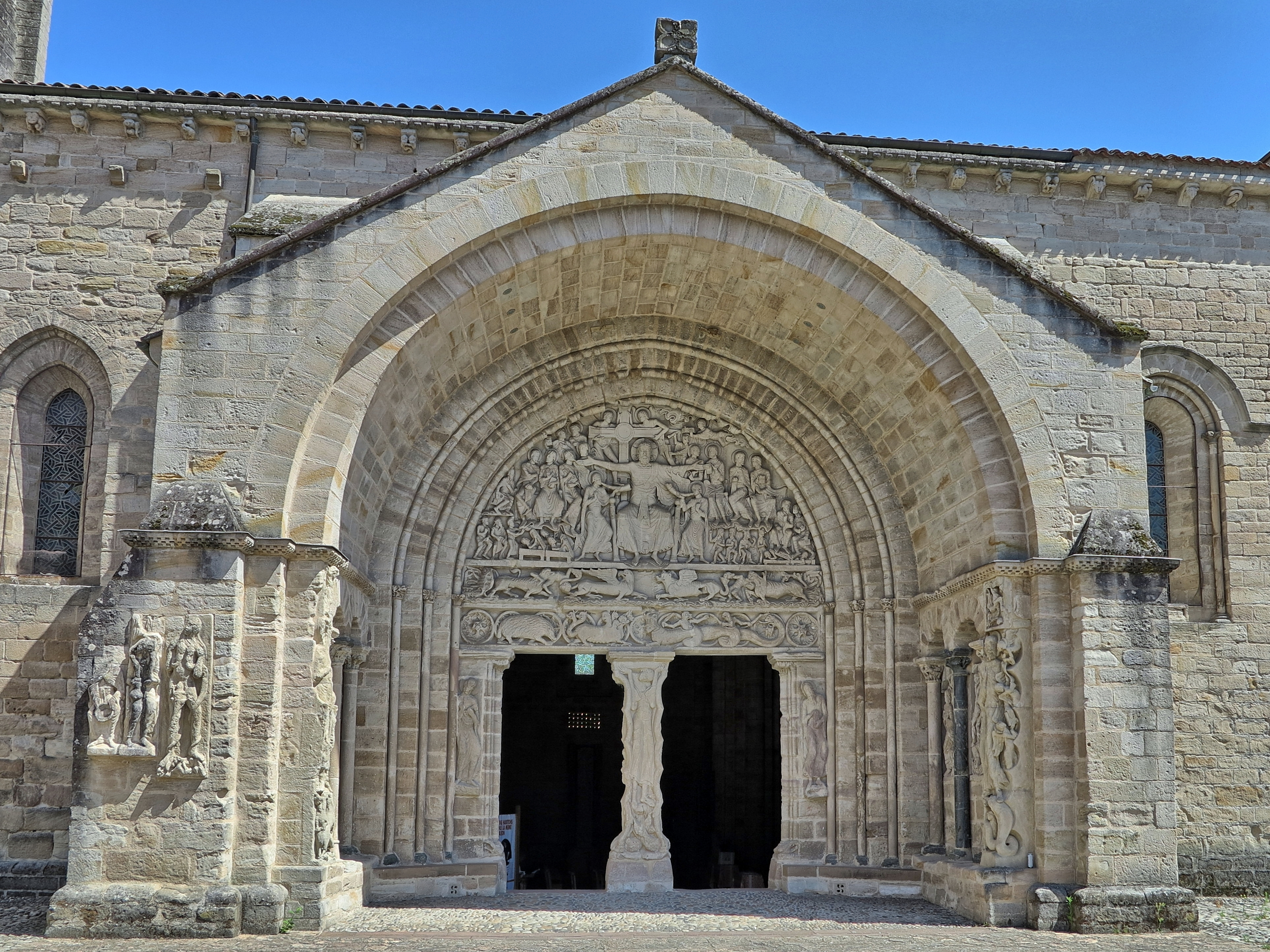
Portail sud de l'église abbatiale Saint-Pierre.
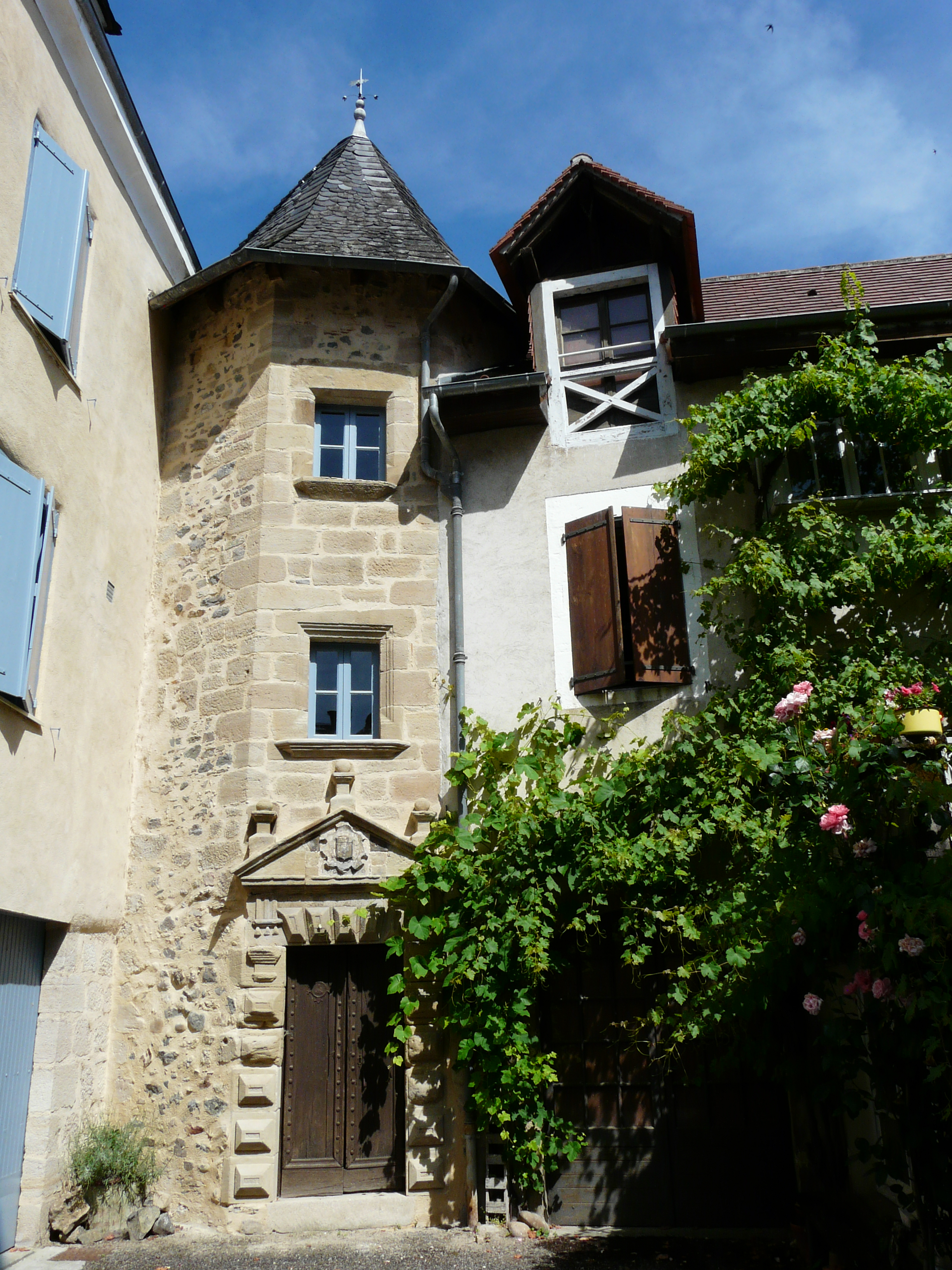
Tour d'escalier de la maison Clare.
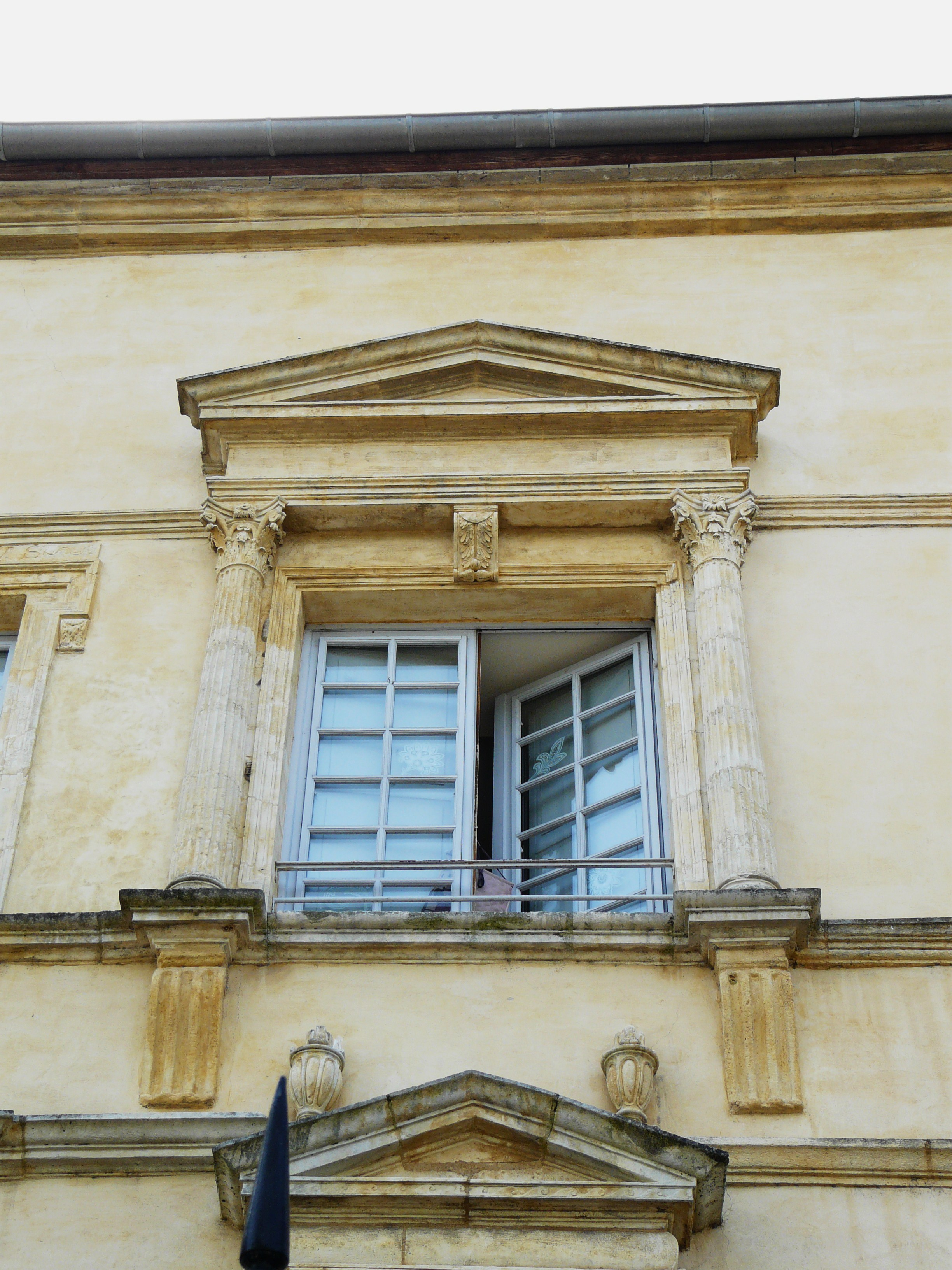
Fenêtre du bâtiment de l'institution Sévigné.
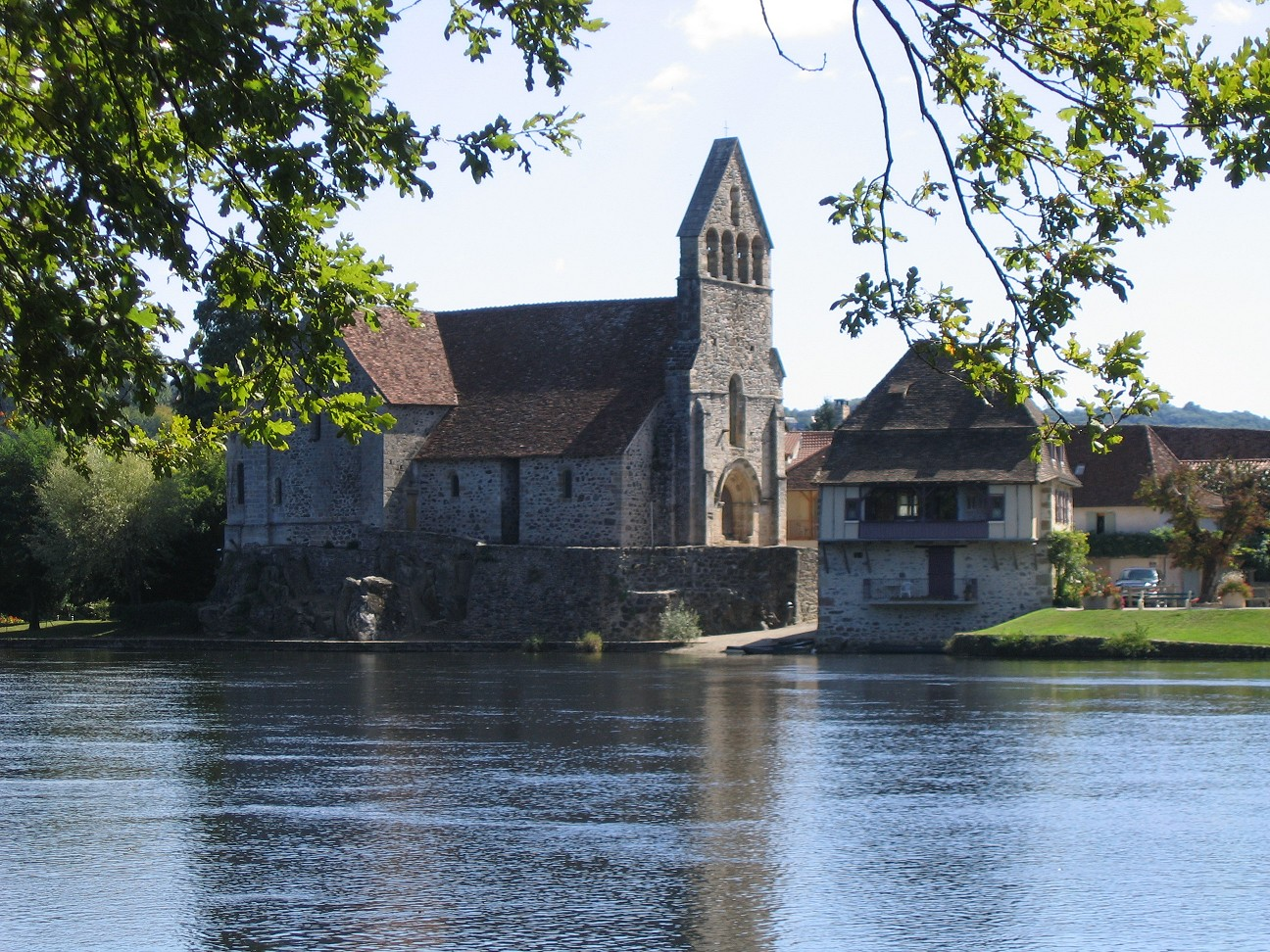
Chapelle des Pénitents au bord de la Dordogne.
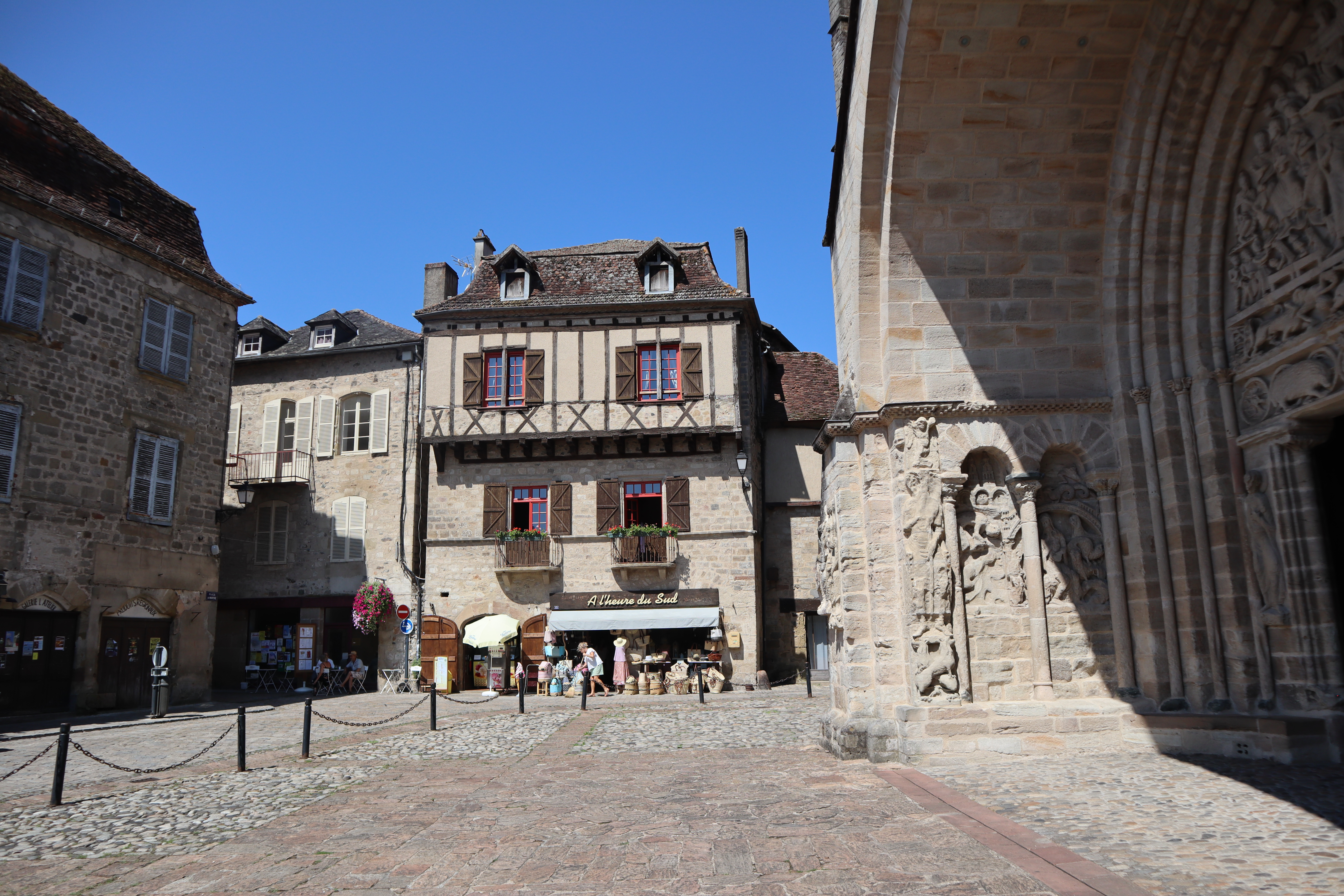
Maison du XVe siècle, Place du marché.
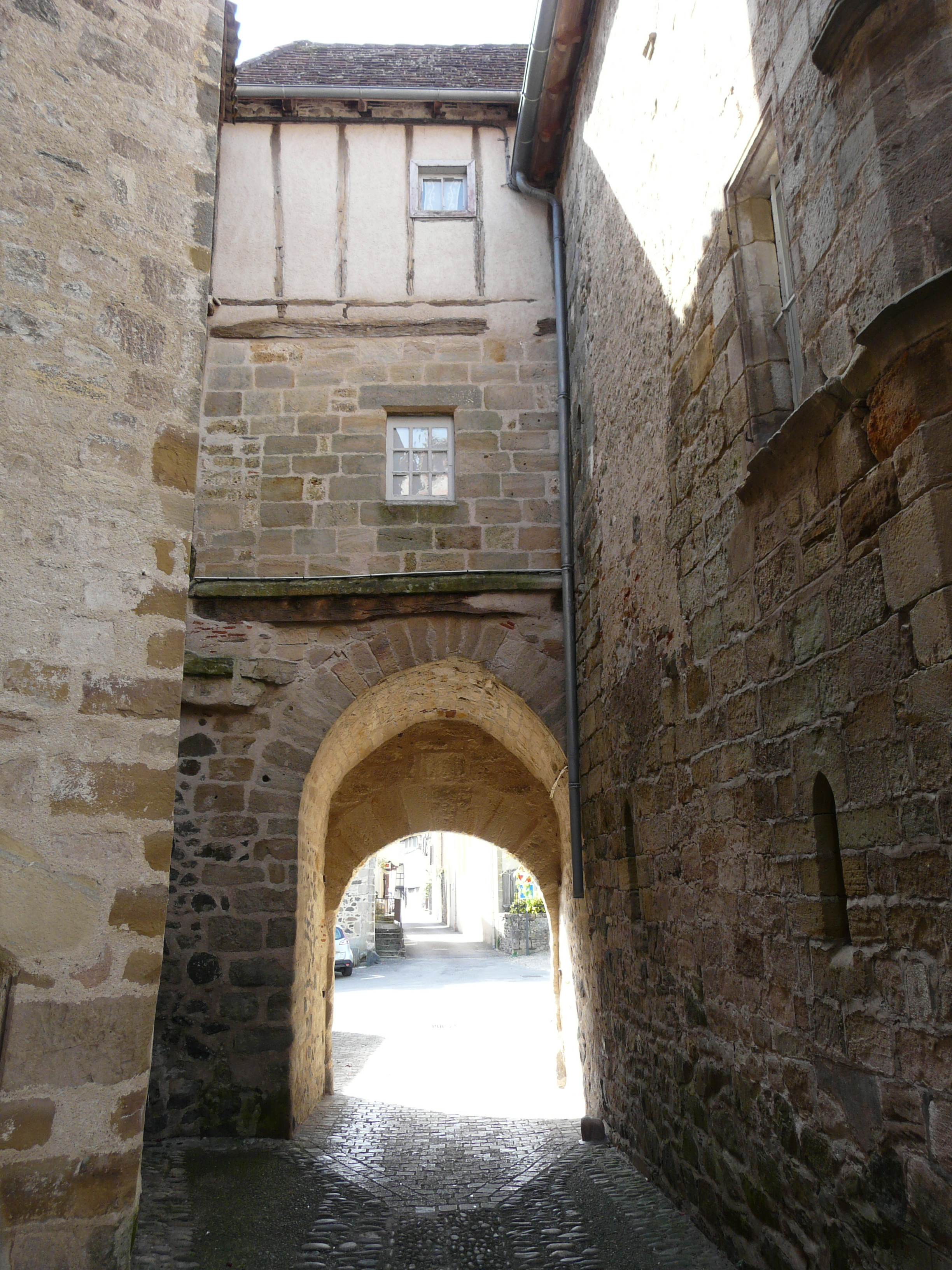
Vue intérieure de la porte Sainte-Catherine.
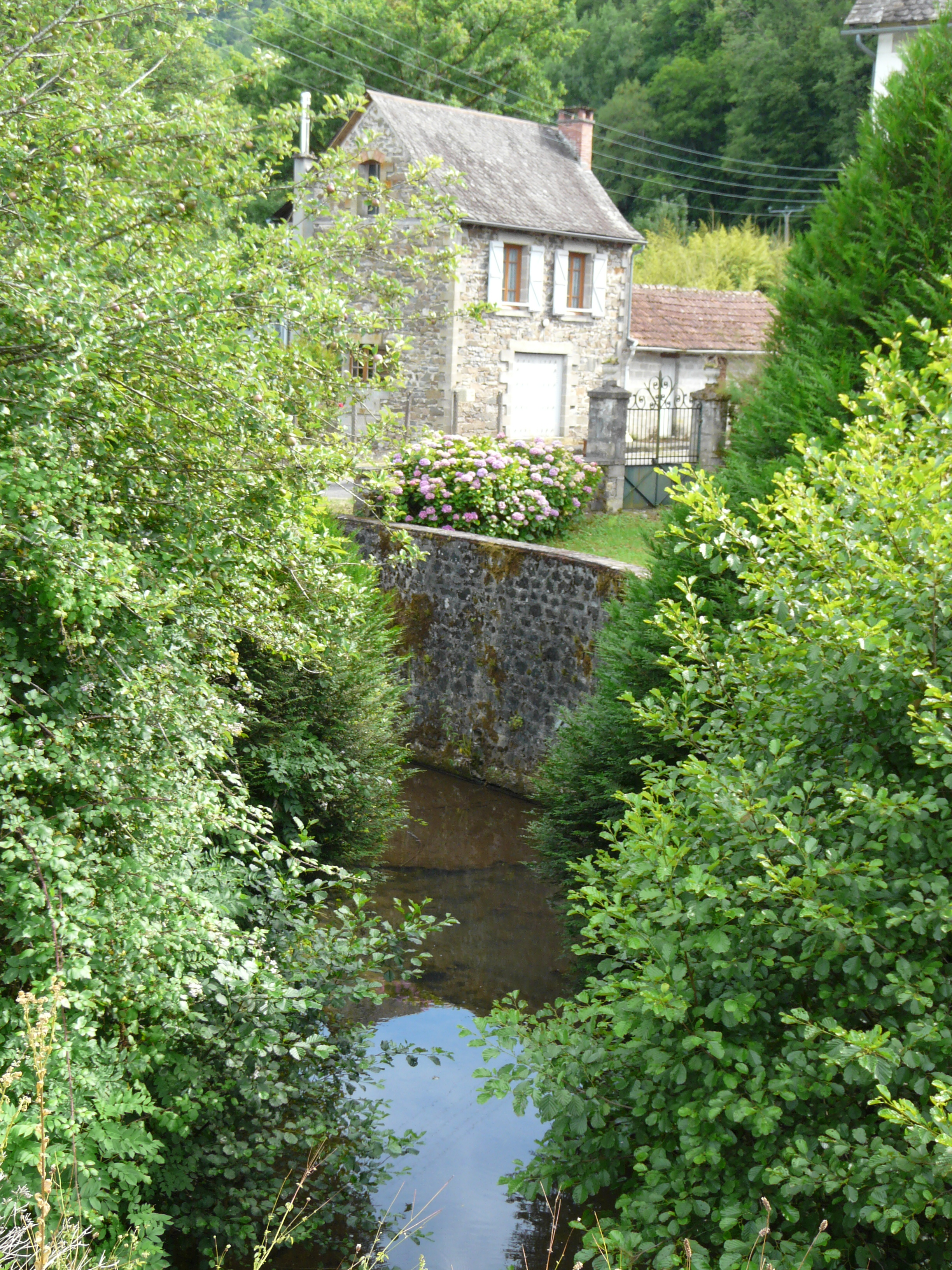
Ménoire au lieu-dit le Moulin-Abadiol.
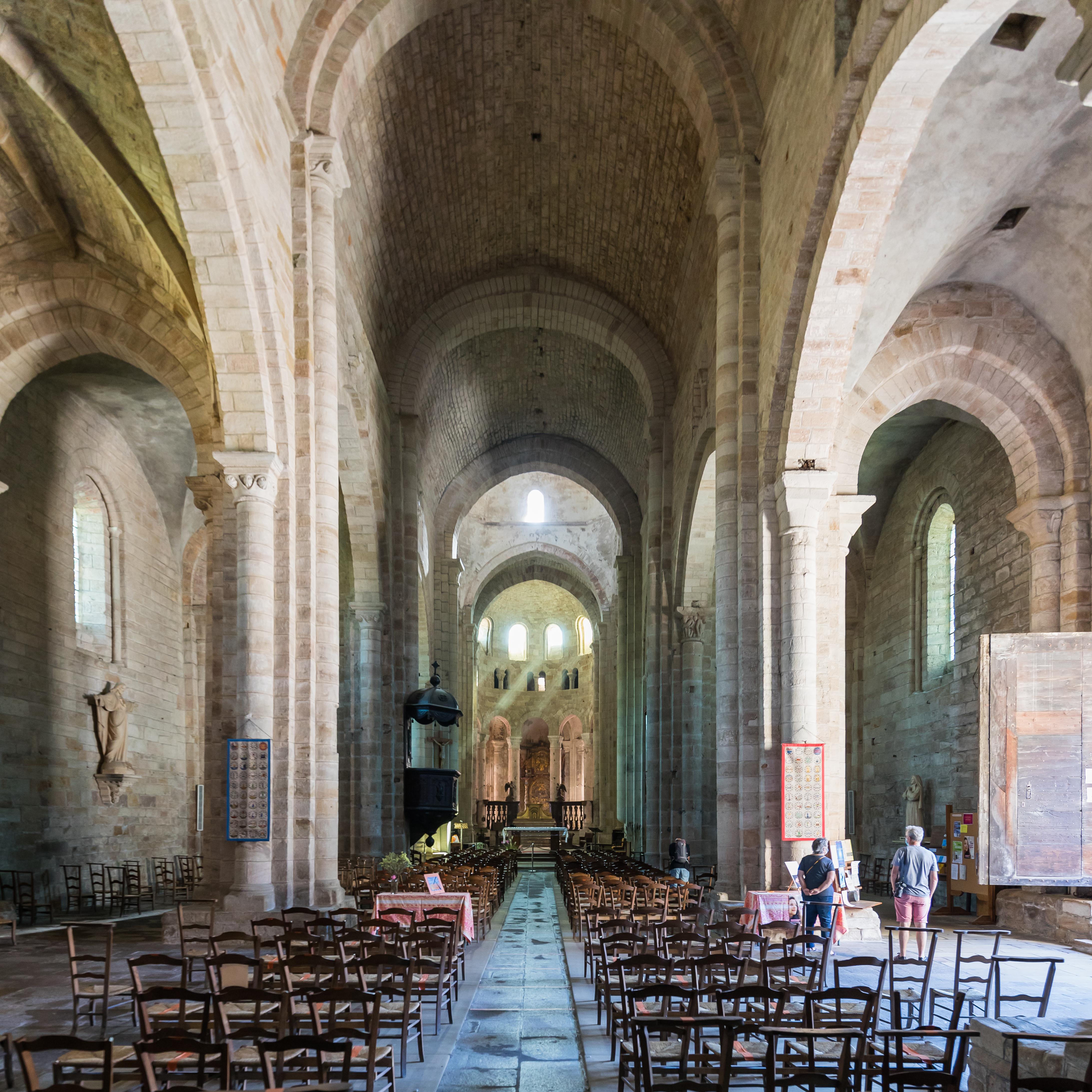
Nef de l'église abbatiale Saint-Pierre.
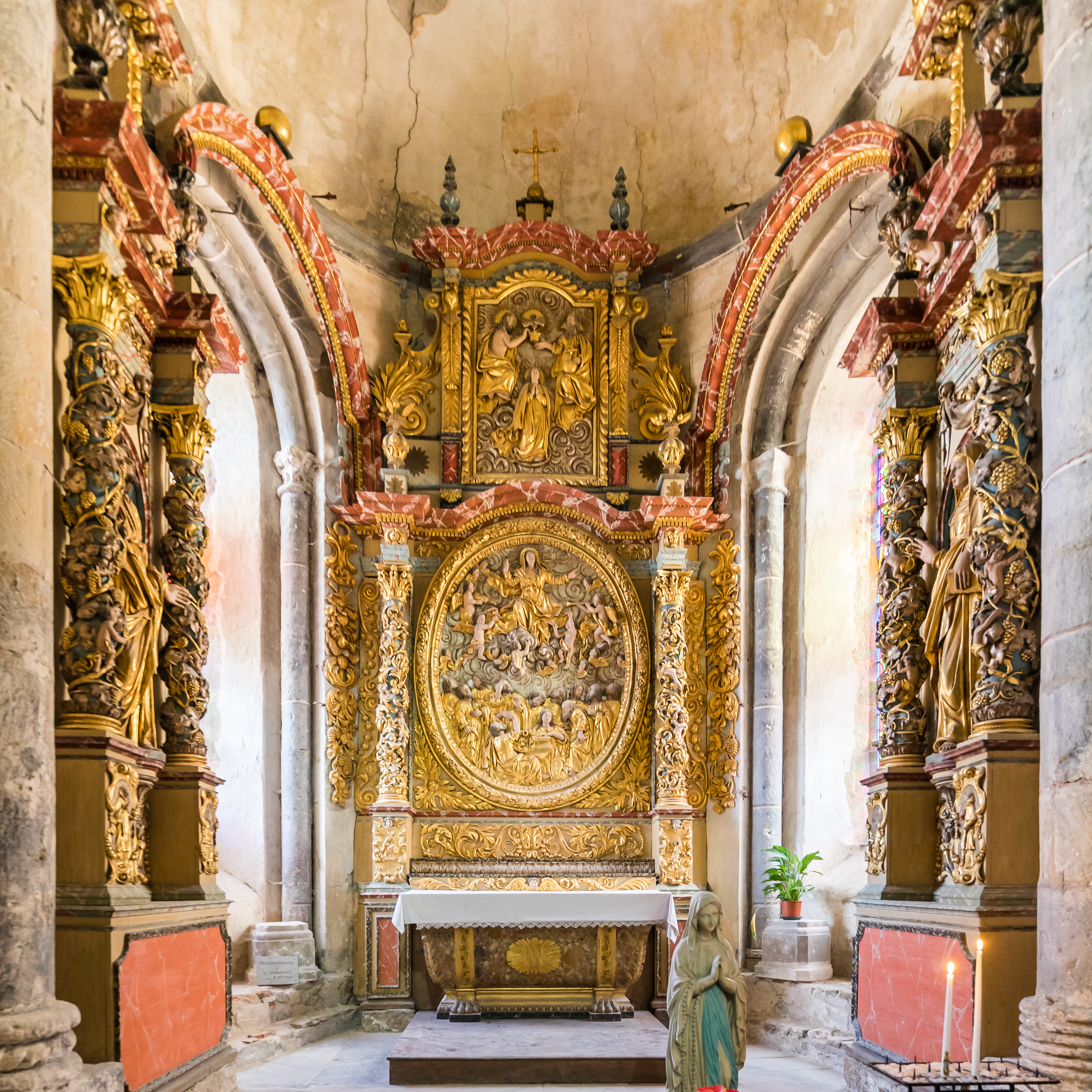
Retable de la Vierge en l'église abbatiale Saint-Pierre.
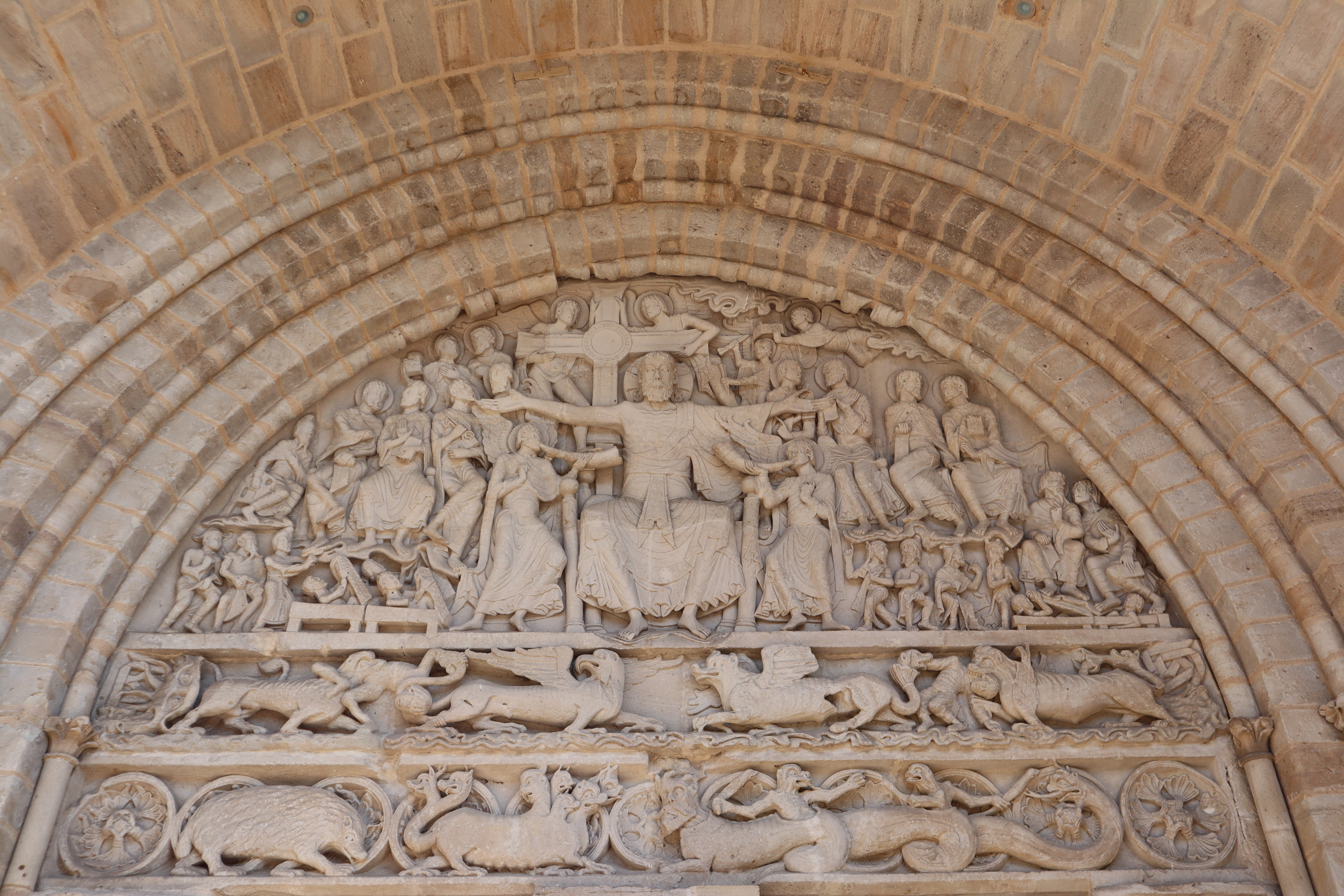
Tympan du portail méridional de l'église abbatiale Saint-Pierre.
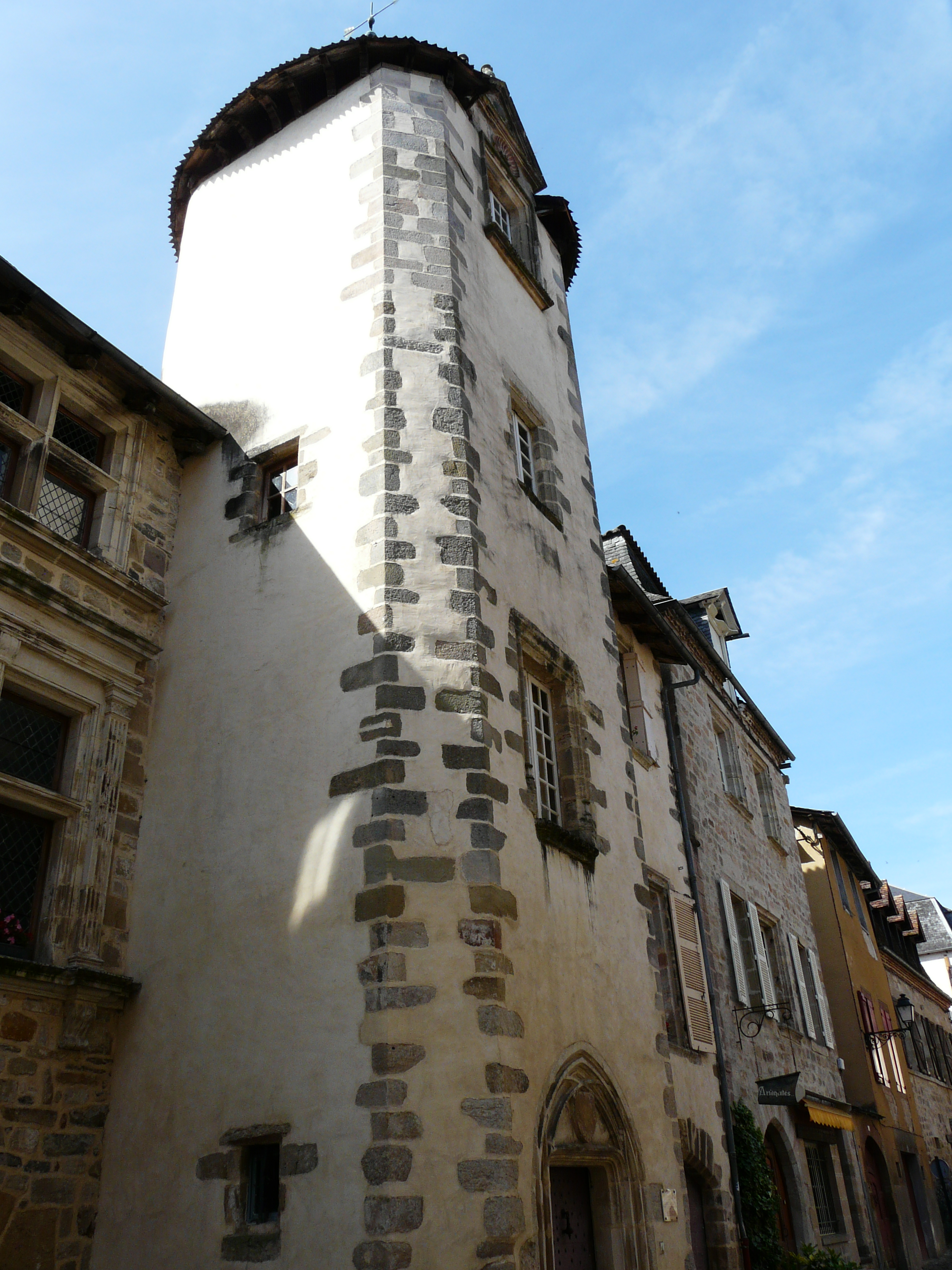
La tour de la maison Calary.
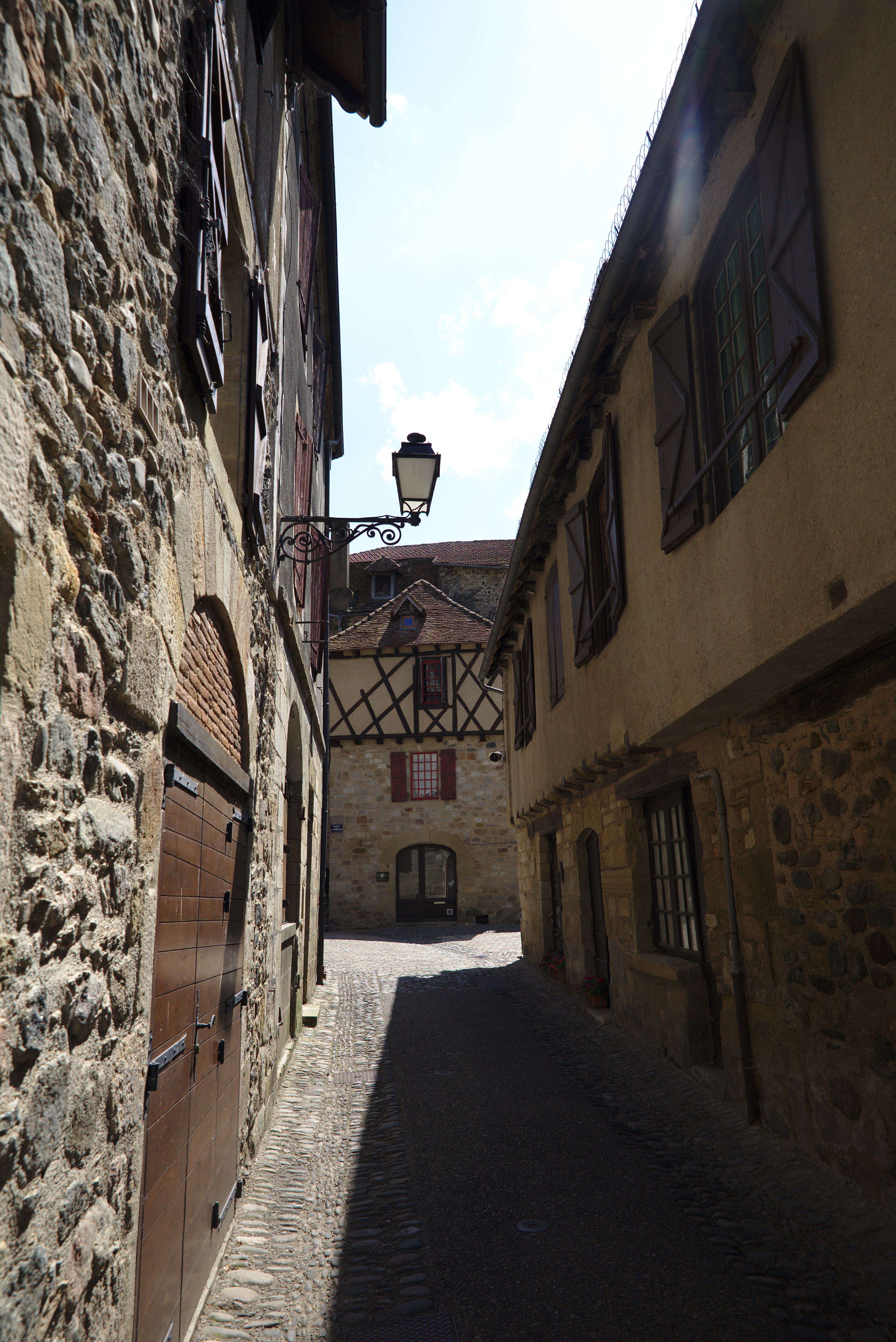
Vue sur maison classée place de la Bridolle.
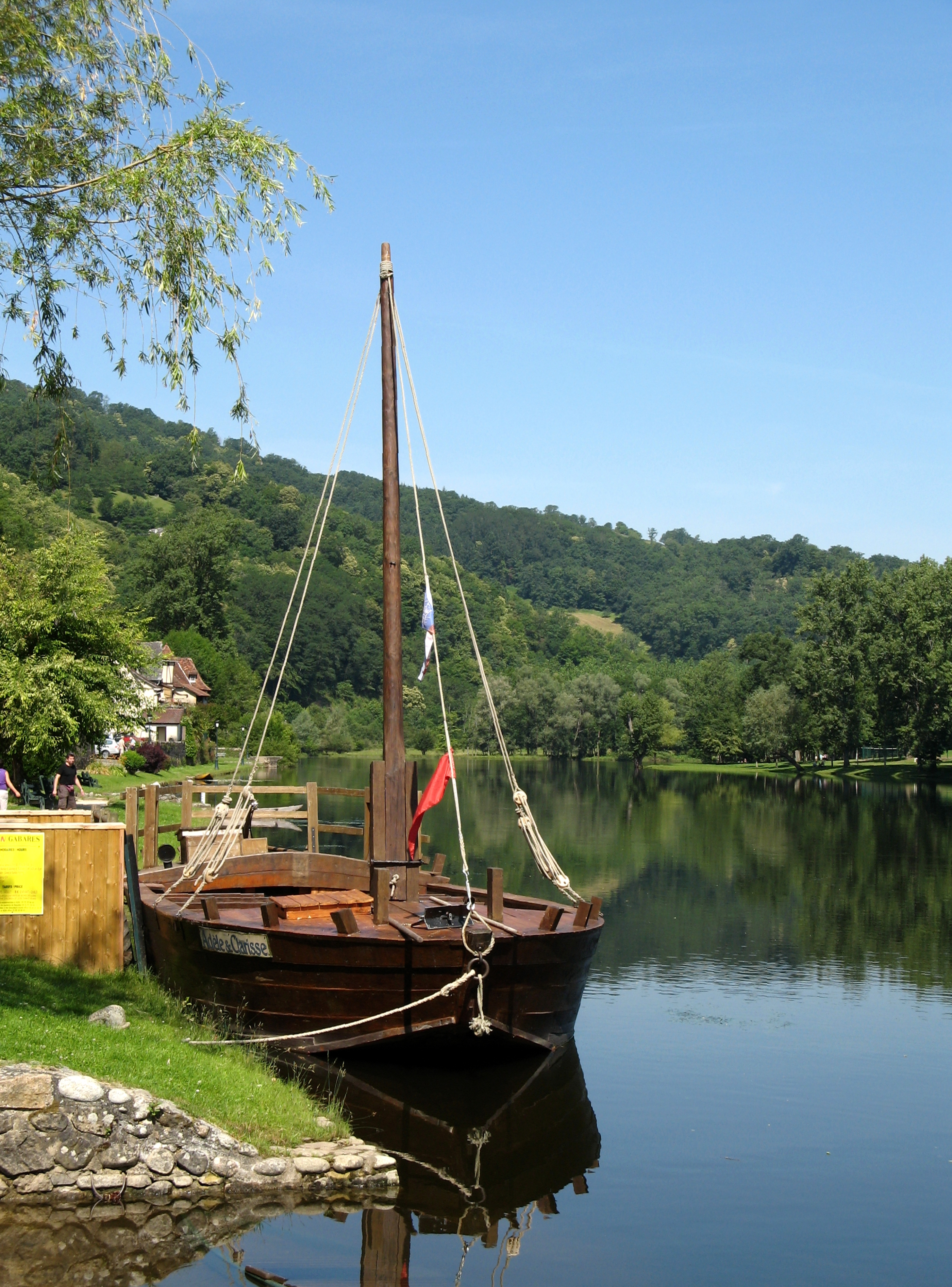
Rives de la Dordogne.